# Basilique Sainte-Marie-Majeure
Pour les articles homonymes, voir Basilique Sainte-Marie, Sainte-Marie-Majeure, Cathédrale Sainte-Marie-Majeure de Marseille et Santa Maria Maggiore.
La basilique Sainte-Marie-Majeure (italien : Basilica di Santa Maria Maggiore, prononcé : [ˈsanta maˈriːa madˈdʒoːre] ; latin : Basilica Sanctae Mariae Maioris) est l'une des quatre basiliques majeures de Rome, située sur la Piazza dell'Esquilino au sommet de la colline de l'Esquilin, au sommet du Cispio, entre le Monti et l'Esquilino. Elle est la seule basilique de Rome à avoir conservé sa structure paléochrétienne primitive, bien qu'enrichie par des ajouts ultérieurs. C'est le plus grand monument et la plus ancienne église romaine consacrée à la Vierge Marie. Depuis 1999, l'animation et la pastorale sont confiées aux Frères franciscains de l'Immaculée.
La basilique abrite l'icône vénérée de la Salus populi romani, représentant la Vierge Marie comme protectrice du peuple romain, qui a reçu un couronnement canonique du pape Grégoire XVI le 15 août 1838 accompagné de la bulle pontificale Cælestis Regina.
Le Saint-Siège est propriétaire de la basilique, qui constitue une zone extraterritoriale conformément aux accords du Latran de 1929.
L'archiprêtre de la basilique est le cardinal Rolandas Makrickas, tandis que le chanoine honoraire est de droit le roi d'Espagne.

## Statut légal
Le Saint-Siège est pleinement propriétaire de la basilique, et l'Italie est légalement obligée d'en reconnaître la pleine propriété. Le bâtiment de la basilique, y compris les escaliers extérieurs, jouit sur la base d'accords entre l'État italien et le Saint-Siège, du privilège d'extraterritorialité et de l'exemption d'expropriations et d'impôts, tel qu'établi par les accords du Latran et formalisé dans l'accord de la Villa Madame,.

## Légende et origines

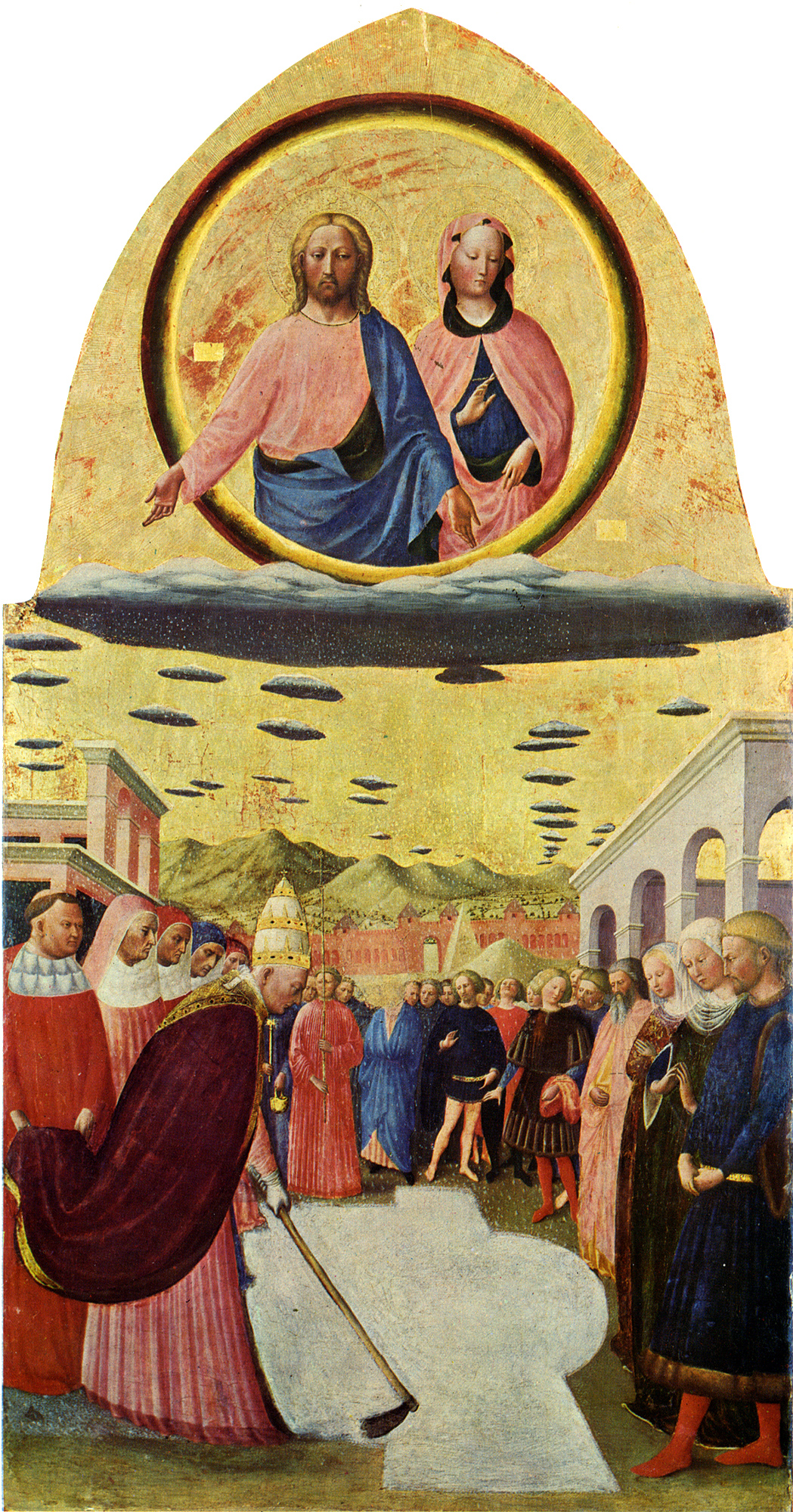
Masolino, La Bienheureuse Vierge Marie surplombant le Pape Libère alors que le Pontife racle les fondations de la basilique dans la neige, musée de Capodimonte.

La basilique est parfois appelée Notre-Dame des Neiges, nom qui lui est donné dans le Missel romain de 1568 à 1969 en lien avec la fête liturgique de l'anniversaire de sa consécration le 5 août, fête qui était alors dénommée Dedicatio Sanctae Mariae ad Nives (dédicace de Sainte Marie des Neiges). Ce nom de la basilique est devenu populaire au XIVe siècle du fait d'une légende qui raconte que la nuit du 4 au 5 août 356, la Vierge apparut en rêve au pape Libère, ainsi qu'à un riche romain nommé Jean. Elle demanda d'ériger un sanctuaire à un lieu déterminé. Au matin, constatant qu'il avait neigé en plein mois d'août, à l'endroit que la Vierge leur avait indiqué, le pape ordonna de construire la basilique Liberiana de Santa Maria ad Nives (« Sainte-Marie-aux-Neiges ») sur la surface enneigée en haut de la colline Esquilin.
La légende n'est signalée pour la première fois qu'après l'an 1000. Cela peut être sous-entendu dans ce que le Liber Pontificalis, du début du XIIIe siècle, qui précise que Libère « fecit basilicam nomini sue iuxta Macellum Liviae » (« Il fit construire la basilique de son propre nom (c'est-à-dire la basilique libérienne) près du Macellum Liviae »). Sa prévalence au XVe siècle est illustrée par la peinture du Miracle de la neige de Masolino da Panicale. Ce triptyque peint vers 1423 a été commandé pour la basilique par un membre de la famille Colonna ; il est maintenant au musée de Capodimonte à Naples. Le miracle est représenté avec pour témoin une foule d'hommes et de femmes, avec Jésus et la Vierge Marie observant d'en haut.
La fête s'appelait à l'origine Dedicatio Sanctae Mariae (dédicace de Sainte Marie) et n'a été célébrée qu'à Rome jusqu'à ce qu'elle soit insérée pour la première fois dans le calendrier romain général (liturgie), avec ad Nives ajouté à son nom, en 1568. Une congrégation nommée par le pape Benoît XIV en 1741 a proposé que la lecture de la légende soit rayée de l'Office et que la fête reçoive son nom d'origine. Aucune suite n'a été donnée à la proposition jusqu'en 1969, lorsque la lecture de la légende a été supprimée et la fête appelée In dedicatione Basilicae S. Mariae (dédicace de la basilique de Sainte Marie). La légende est encore commémorée le 5 août de chaque année : en mémoire de Notre-Dame des Neiges, a lieu la reconstitution du soi-disant « miracle de la neige » ; lors de la célébration de la messe du matin et des Vêpres du soir, il descend du centre du plafond jusqu'aux caissons de la crypte de la crèche, une cascade de pétales blancs.
Le premier bâtiment édifié sur le site est la basilique libérienne ou Santa Maria Liberiana, d'après le pape Libère. Ce nom peut provenir de la même légende, qui raconte que, comme Jean et sa femme, le pape, informé dans un rêve de la prochaine chute de neige de l'été, est allé en procession à l'endroit où elle s'est produite et y a délimité la zone sur laquelle l'église devait être construite. Liberiana figure toujours dans certaines versions du nom officiel de la basilique, et l'appellation « Basilique libérienne » peut être utilisée comme nom contemporain et historique.
D'autre part, le nom de « Basilique libérienne » peut être indépendant de la légende, puisque, selon Pius Parsch, le pape Libère a transformé un palais de la famille Sicinini en une église, qui s'appelait pour cette raison basilique Sicinini. Ce bâtiment a ensuite été remplacé sous Sixte III (432-440) par la structure actuelle dédiée à Marie. Cependant, certaines sources affirment que l'adaptation en église d'un édifice préexistant à l'emplacement de la basilique actuelle a été réalisée dans les années 420 sous Célestin Ier, le prédécesseur immédiat de Sixte III.
Bien avant les premières traces de l'histoire de la neige miraculeuse, l'église maintenant connue sous le nom de Sainte Marie Majeure, s'appelait Sainte Marie de la Crèche (Sancta Maria ad Praesepe), un nom qui lui a été donné en raison de sa relique de la crèche ou crèche de la Nativité de Jésus-Christ, quatre planches de bois de sycomore apportées à l'église, ainsi qu'une cinquième, à l'époque du pape Théodore Ier (640-649),. Ce nom apparaît dans les éditions tridentines du Missel romain comme le lieu de la messe du pape (messe de la station) la nuit de Noël, tandis que le nom « Marie Majeure » apparaît pour l'église de la messe de la station le jour de Noël.
Le retable de Sassetta, Vierge et l'Enfant en majesté, avec quatre anges, saint Jean Baptiste, saint Pierre, saint François et saint Paul dite, La Madone des neiges, v. 1432, exécuté pour la chapelle San Boniface de la cathédrale de Sienne, et conservé dans la galerie Palatine de Florence, représente dans sa prédelle la fondation de la basilique au lendemain de cette chute de neige.

## Statut de basilique majeure papale

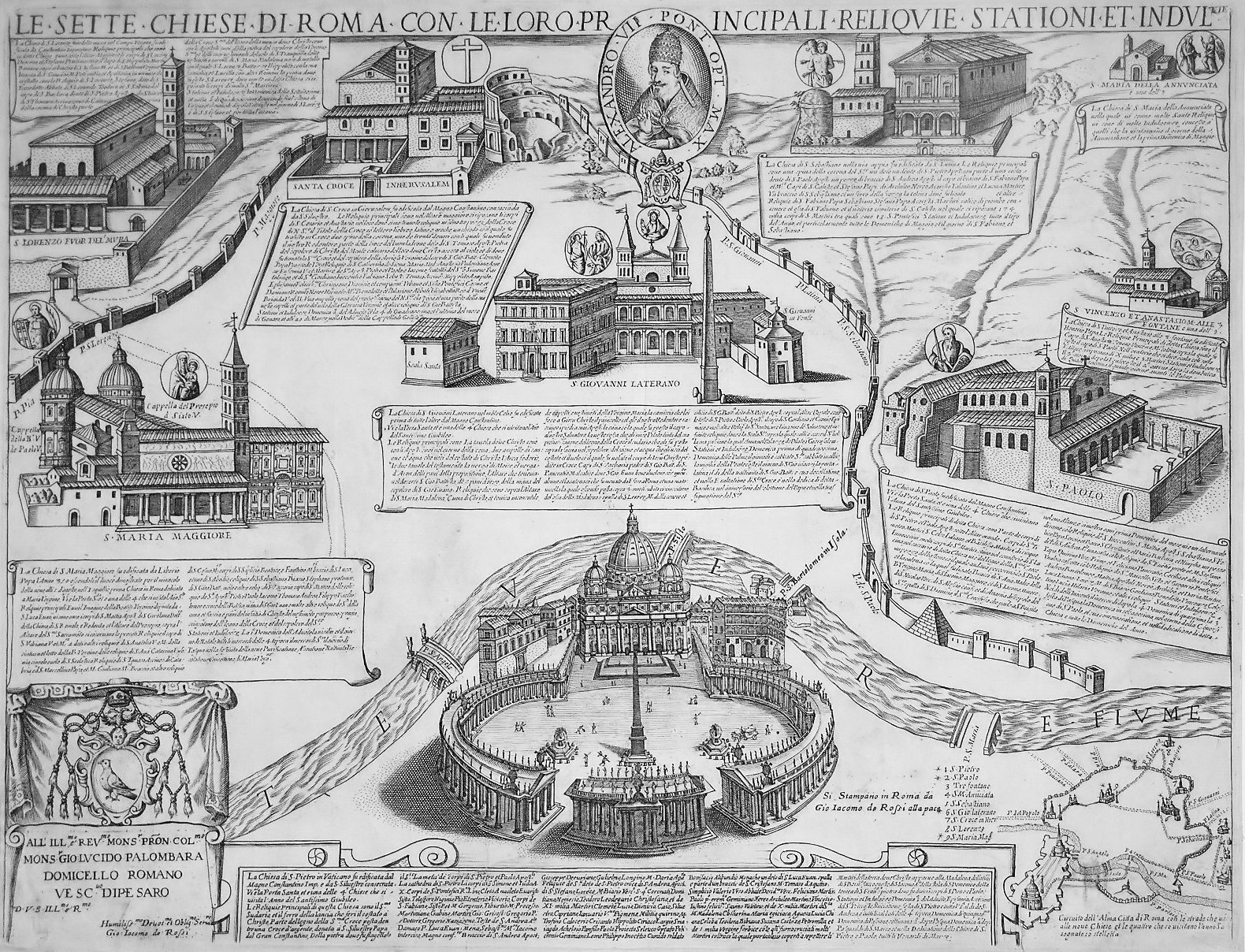
Carte de Giacomo Lauro et Antonio Tempesta représentant Sainte Marie Majeure parmi les sept églises de pèlerinage de Rome en 1599, en vue de l'année sainte de 1600.

Aucune église catholique ne peut être honorée du titre de basilique, à moins d'une subvention apostolique ou d'une coutume immémoriale. Sainte-Marie-Majeure est l'une des quatre seules à détenir le titre de basilique majeure ; les trois autres sont la basilique Saint-Jean-de-Latran, la basilique Saint-Pierre et la basilique Saint-Paul-hors-les-Murs. Le titre de basilique majeure était autrefois utilisé plus largement, étant attaché, par exemple, à la basilique Sainte-Marie-des-Anges d'Assise. Avec toutes les autres basiliques majeures, Sainte-Marie-Majeure est également appelée basilique papale. Avant 2006, les quatre basiliques majeures papales, ainsi que la basilique Saint-Laurent-hors-les-Murs, étaient appelées basiliques patriarcales de Rome et étaient associées aux cinq anciens patriarcats (voir Pentarchie). Sainte Marie Majeure était associée au patriarcat d'Antioche. Lorsque le pape Benoît XVI a abandonné le titre de « Patriarche de l’Occident », le titre de Sainte Marie Majeure est passé du titre de basilique patriarcale au titre de basilique pontificale.
Les cinq basiliques papales ainsi que la basilique Sainte-Croix-de-Jérusalem et la basilique Saint-Sébastien-hors-les-Murs forment les sept églises traditionnelles du pèlerinage de Rome (le Tour des sept églises), visitées par les pèlerins lors de leur pèlerinage à Rome, selon l'itinéraire établi par saint Philippe Néri le 25 février 1552,,.

## Histoire

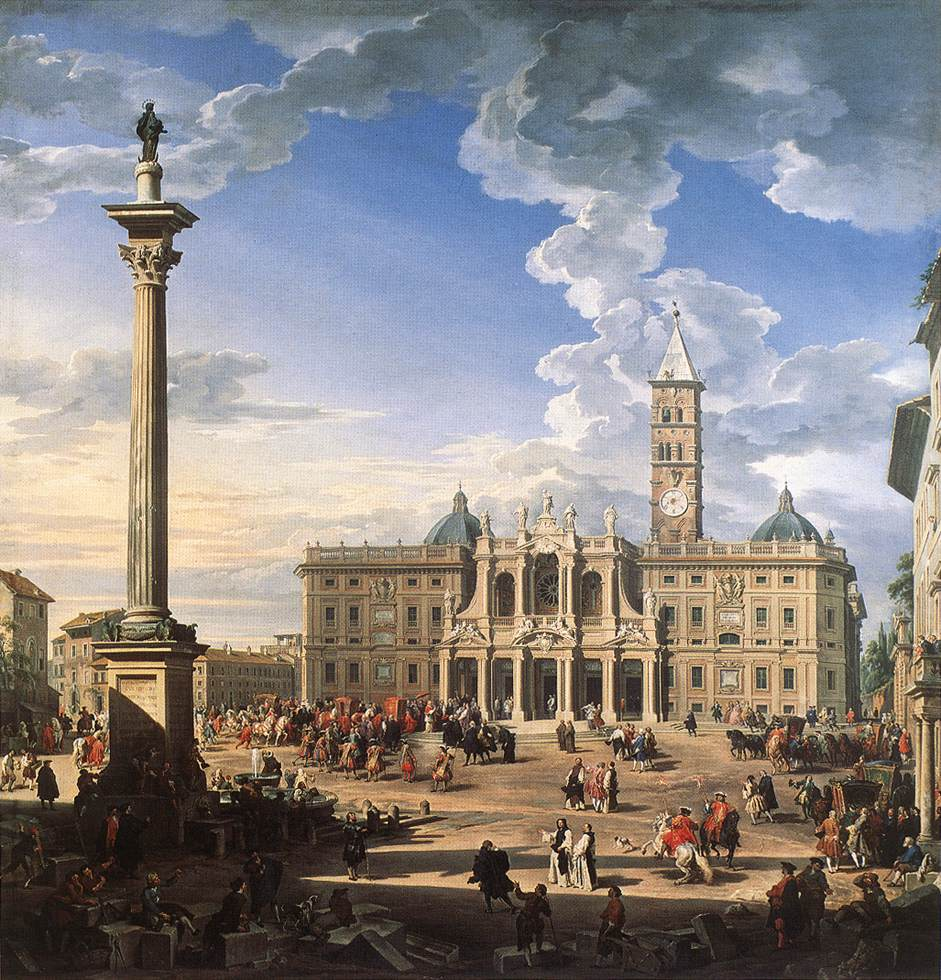
La place et la basilique Sainte-Marie-Majeure, Giovanni Paolo Pannini, 1744.

L'église précédente était dédiée à la foi dans le Credo proclamé par le premier concile de Nicée.
Il est maintenant convenu que l'église actuelle a été construite sous Célestin Ier (422-432) et non sous le pape Sixte III (432-440), qui a cependant consacré la basilique le 5 août 434 à la Vierge Marie. Une inscription présente, sur l'arc triomphal qui se trouve dans la basilique, cette consécration.
L'inscription dédicatoire sur l'arc de triomphe, Sixtus Episcopus plebi Dei (Sixte l'évêque du peuple de Dieu), est une indication du rôle de ce pape dans la construction. En plus de cette église au sommet de la colline de l'Esquilin, le pape Sixte III aurait commandé de vastes projets de construction dans toute la ville, qui ont été poursuivis par son successeur, Léon Ier, le Grand.
Au terme de sa construction en 432, la basilique comportait trois nefs, divisées par 21 colonnes nues de chaque côté, surmontées de chapiteaux ioniques, au-dessus desquels courait une architrave continue. La nef centrale était éclairée par 21 fenêtres de chaque côté (dont la moitié ont été bouchées par la suite) et était surmontée d'une toiture en bois à fermes apparentes.
L'église conserve le noyau de sa structure d'origine, malgré plusieurs projets de construction supplémentaires et les dommages causés par le tremblement de terre de 1348.
La construction de l'église à Rome à cette époque, comme en témoigne Sainte-Marie-Majeure, a été inspirée par l'idée que Rome n'était pas seulement le centre du monde de l'Empire romain, comme on le voyait à l'époque classique, mais le centre du monde chrétien.
Étant l'une des premières églises construites en l'honneur de la Vierge Marie, Sainte-Marie-Majeure a été érigée au lendemain du concile d'Éphèse de 431, qui proclama le dogme de « Marie Mère de Dieu », pour commémorer cette décision,. Certes, l'atmosphère qui a généré le concile, a également donné naissance aux mosaïques qui ornent l'intérieur de la dédicace : « quel que soit le lien précis entre le concile et l'église, il est clair que les planificateurs de la décoration appartiennent à une période de débats concentrés sur la nature et le statut de la Vierge et du Christ incarné ». Les magnifiques mosaïques de la nef et de l'arc de triomphe, vues comme des « jalons dans la représentation » de la Vierge, représentent des scènes de sa vie et de celle du Christ, mais aussi des scènes de l'Ancien Testament : Moïse frappant la mer Rouge et Égyptiens se noyant dans la mer Rouge.
L'historien Richard Krautheimer attribue la magnificence de l'ouvrage également aux revenus abondants revenant à la papauté à l'époque grâce aux possessions foncières acquises par l'Église au cours des IVe et Ve siècles dans la péninsule italienne : « Certaines de ces exploitations étaient contrôlées localement ; la majorité comme dès la fin du Ve siècle était administrée directement depuis Rome avec une grande efficacité : un système comptable central était impliqué dans la chancellerie papale ; un budget était apparemment préparé, une partie des revenus allant à l'administration papale, une autre aux besoins du clergé, un troisième à l'entretien des bâtiments de l'église, un quatrième à la charité. Ces revenus ont permis à la papauté de réaliser jusqu'au Ve siècle un ambitieux programme de construction, dont Sainte-Marie-Majeure. ».
L'historienne Miri Rubin estime que la construction de la basilique a été influencée aussi en considérant Marie comme celle qui pouvait représenter les idéaux impériaux de la Rome classique, réunissant l'ancienne Rome et la nouvelle Rome chrétienne : « À Rome, la ville des martyrs, si ce n'est plus des empereurs, Marie était une figure qui pouvait de manière crédible porter des souvenirs et des représentations impériales. ».
Grégoire le Grand a peut-être été inspiré par les dévotions byzantines à la Theotokos (Mère de Dieu) quand, après être devenu pape lors d'une peste en 590 qui avait coûté la vie à son prédécesseur, il a ordonné que sept processions défilent dans la ville de Rome en chantant des psaumes et des Kyrie Eleison, afin d'apaiser la colère de Dieu. Les processions ont commencé dans différentes parties de la ville, mais plutôt que de finalement converger vers Saint-Pierre, qui a toujours été le protecteur traditionnel de Rome, il a plutôt ordonné aux processions de converger vers Marie-Majeure.
Lorsque les papes sont revenus à Rome après la période de la papauté d'Avignon, les bâtiments de la basilique ont été occupés par les papes en raison de l'état détérioré du palais du Latran. La résidence papale a ensuite été déplacée au palais du Vatican.

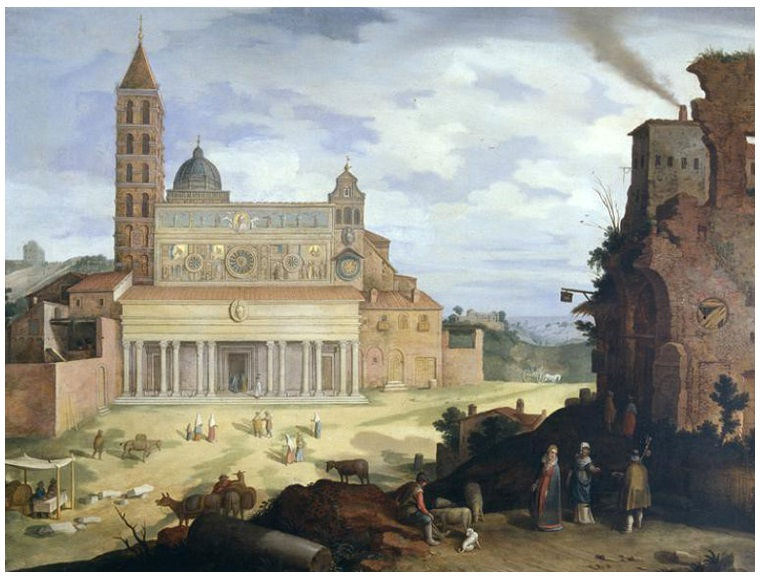
La basilique Sainte-Marie-Majeure en 1610 (peinture de Willem van Nieulandt).

La basilique a été restaurée, redécorée et agrandie par divers papes, dont Eugène III (1145-1153), Nicolas IV (1288-92), Clément X (1670-76) et Benoît XIV (1740-58), qui dans les années 1740 a chargé Ferdinando Fuga de construire la façade actuelle et de modifier l'intérieur. Celui-ci a subi une vaste rénovation englobant tous ses autels entre les années 1575 et 1630. Les deux coupoles, ainsi que les façades occidentale et orientale, ont été construites durant l’époque baroque.
Le 26 avril 2025, le pape François est inhumé dans un tombeau qui lui a été aménagé près de la chapelle Pauline, dans la basilique, dérogeant ainsi à la tradition que les papes soient enterrés à la basilique Saint-Pierre ou dans la basilique Saint-Jean-de-Latran. Il est le huitième pontife romain dont le lieu de repos s'y trouve.

## Architecture et décorations

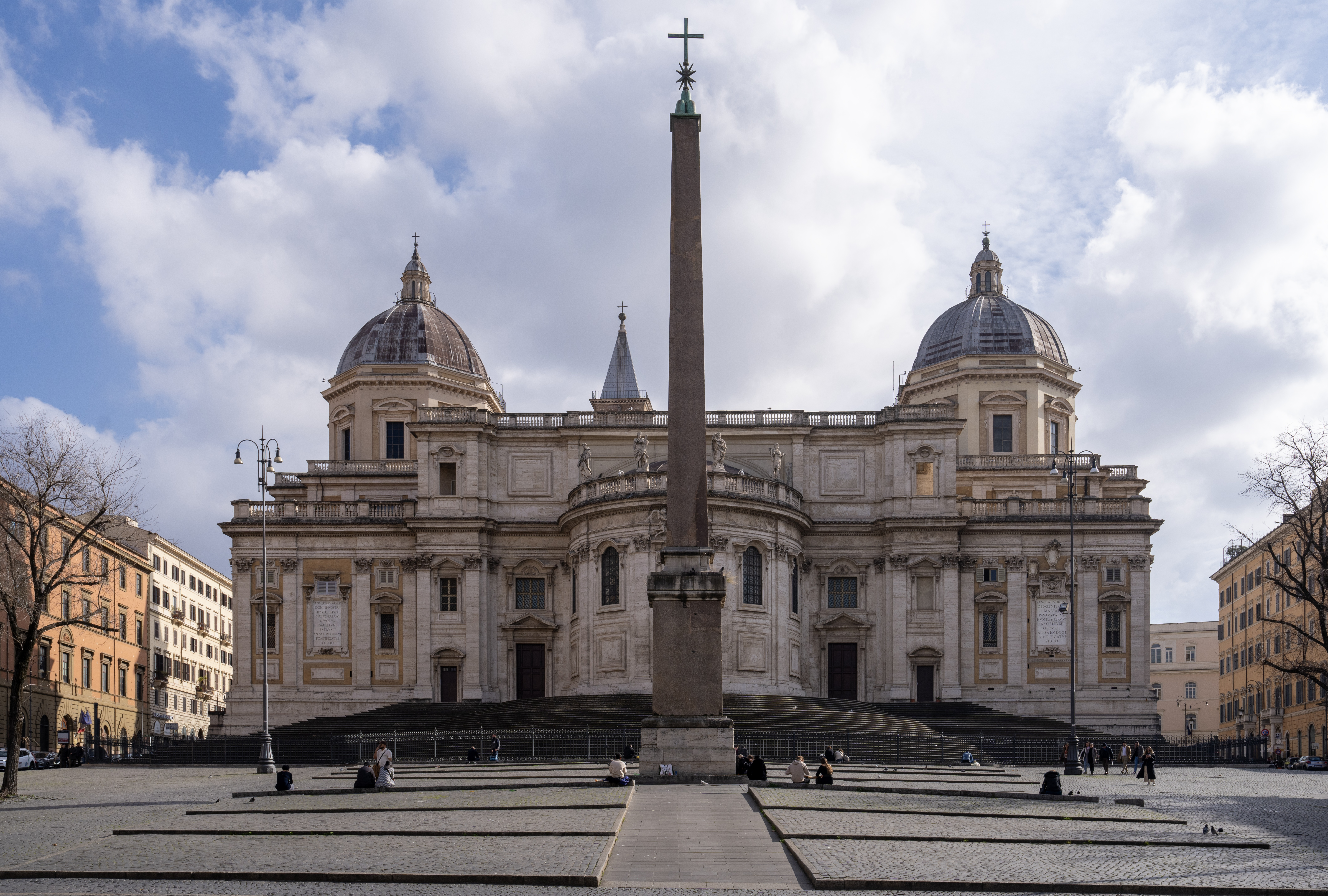
La basilique vue de la Piazza Esquilino.

### Origines
La basilique Sainte-Marie-Majeure est un abrégé des grandes étapes de l'art chrétien à Rome, avec son église à plan basilical aux nobles proportions de style paléochrétien, ses mosaïques antiques (nef) et médiévales (abside et façade), et ses imposantes chapelles polychromes de la Contre-Réforme.
Son architecture originale était classique et traditionnellement romaine, peut-être pour transmettre l'idée que Sainte-Marie-Majeure représentait l'ancienne Rome impériale ainsi que son avenir chrétien. Comme le dit un érudit, « Santa Maria Maggiore ressemble tellement à une basilique impériale du IIe siècle qu'on a parfois pensé qu'elle avait été adaptée d'une basilique pour être utilisée comme église chrétienne. Son plan était basé sur les principes hellénistiques énoncés par Vitruve à l'époque d'Auguste. ».
Même si la basilique est immense, elle a été construite selon des plans. Sa conception est typique de cette époque à Rome : « une nef haute et large ; une nef de chaque côté ; et une abside semi-circulaire à la fin de la nef ».

### Extérieur

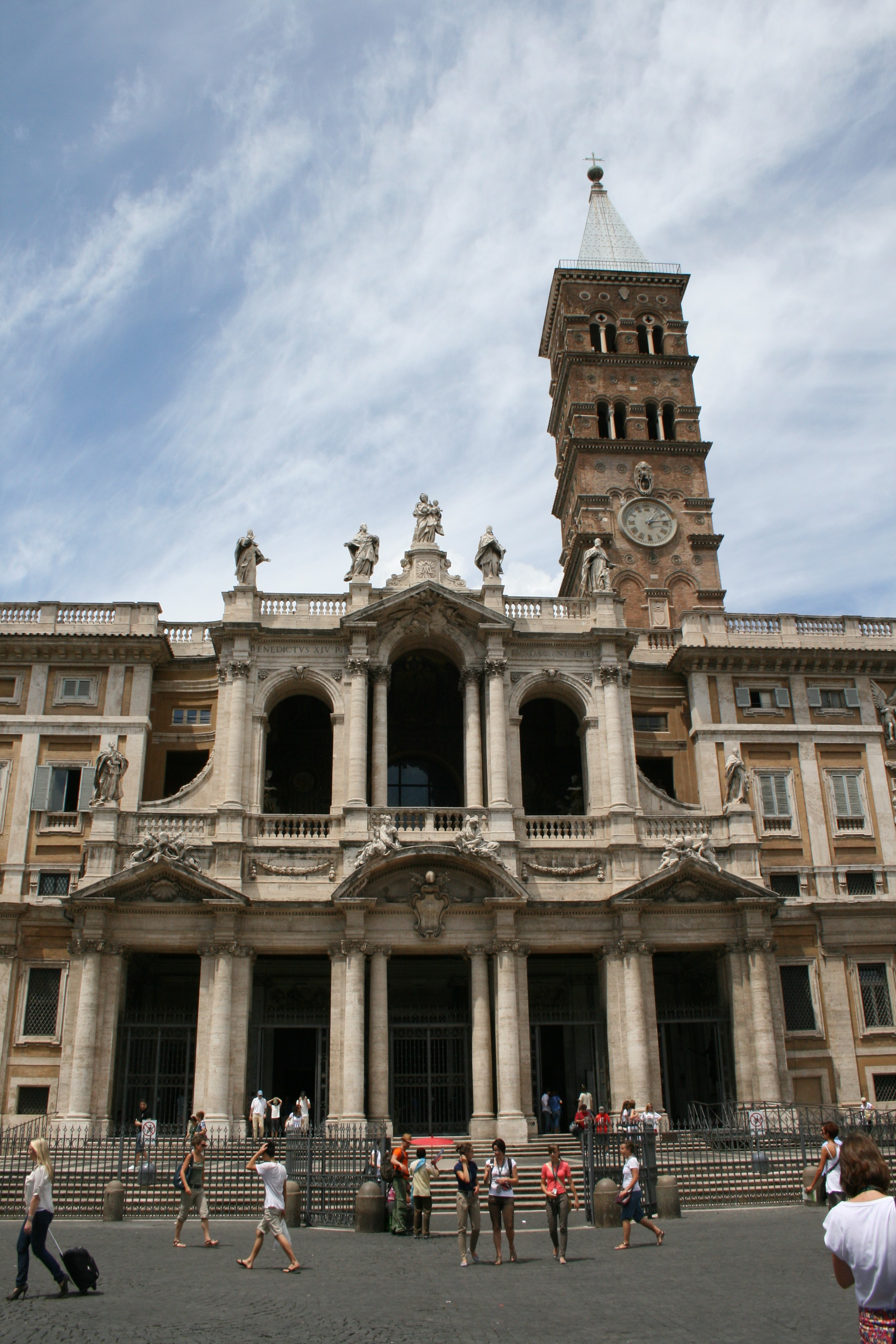
Détail de la façade.

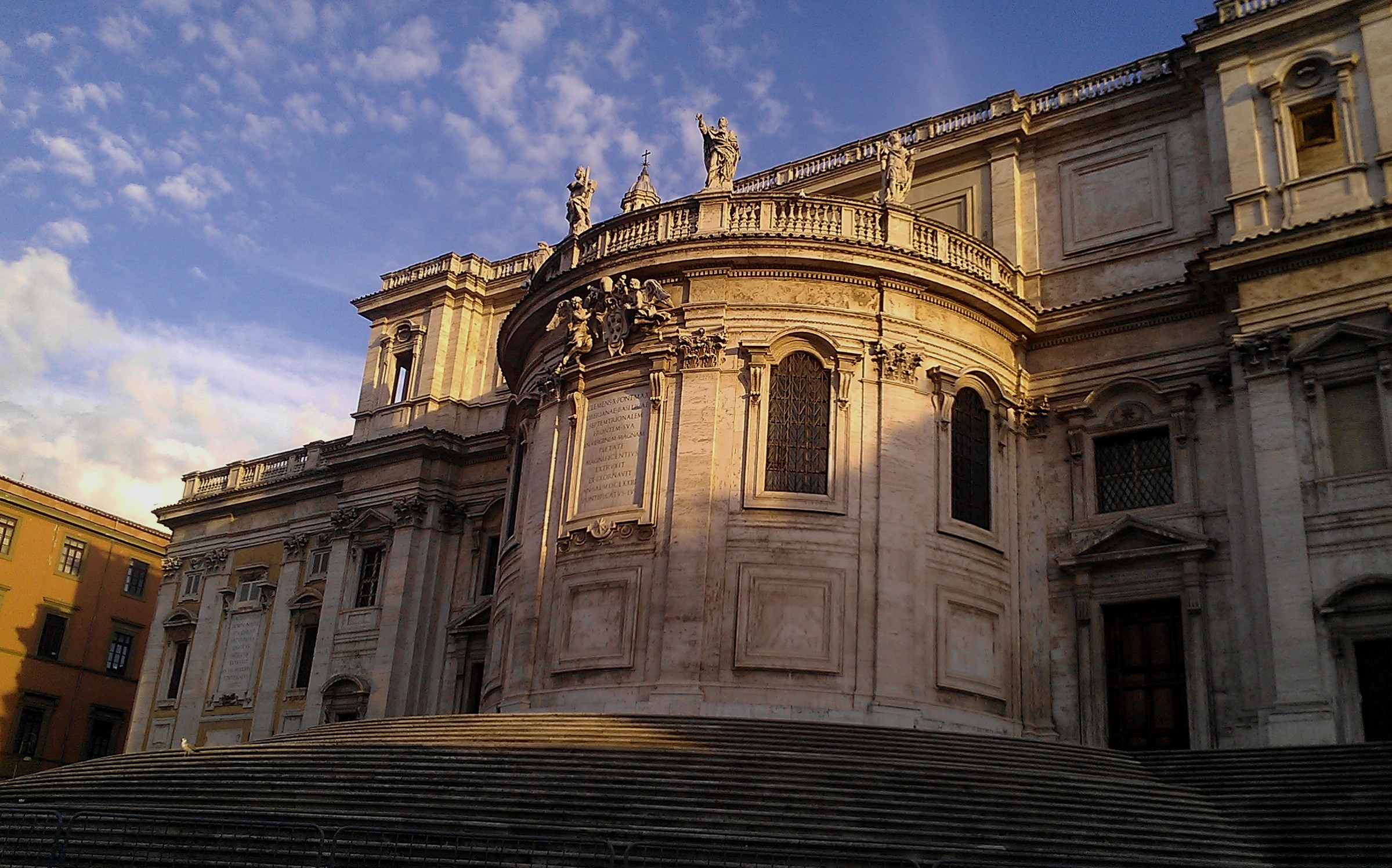
Détail du chevet au nord-ouest de l'église.

Sa façade initiale du XIIe siècle conserve des mosaïques de Filippo Rusuti, quelque peu dissimulées par la façade réalisée entre 1741 et 1743, avec sa loggia à trois arcades précédée d'un portique, utilisée pour les bénédictions. Elle est l'œuvre, comme le baldaquin soutenu par des colonnes de porphyre rouge, de Ferdinando Fuga, au service de Benoît XIV. Cinq portes ouvrent sur la façade, dont à gauche la porte dite Porte Sainte, similaire à celle de la basilique Saint-Pierre.
L'aile de la sacristie à sa gauche et une aile correspondante à droite (conçue par Flaminio Ponzio) donnent à la façade l'aspect d'un palais face à la Piazza Santa Maria Maggiore. À droite de la façade de la basilique se trouve un mémorial représentant une colonne en forme de canon renversé surmonté d'une croix : il fut érigé par Clément VIII pour célébrer la fin des guerres de Religion (France).
L'extérieur de l'abside, face à la Piazza dell' Esquilino, est l'œuvre de Carlo Rainaldi, qui a présenté au pape Clément IX un projet moins coûteux que celui du contemporain Le Bernin qui, entre autres choses, aurait impliqué la destruction des mosaïques de l'abside, qui dans la nouvelle disposition auraient atteint presque la hauteur de l'obélisque de l'Esquilin derrière elle.
Sur la place devant la façade s'élève une colonne à chapiteau corinthien, surmontée d'une statue de la Vierge et de l'enfant Jésus. Cette colonne mariale fut érigée en 1614 sur les dessins de Carlo Maderno pendant la papauté de Paul V. La fontaine de Maderno à la base combine les aigles armoriés et les dragons de Paul V (Borghese). La colonne elle-même est le seul reste intact de la basilique de Maxence et Constantin dans le Forum Romain (Rome). La statue au sommet de la colonne a été réalisée par Domenico Ferri. L'année de son installation, dans une bulle papale, le pape a décrété trois ans d'indulgences à ceux qui prononçaient une prière à la Vierge en saluant la colonne.
À l'arrière, s'étend un autre parvis aménagé vers 1670 par Carlo Rainaldi.

#### Clocher-tour

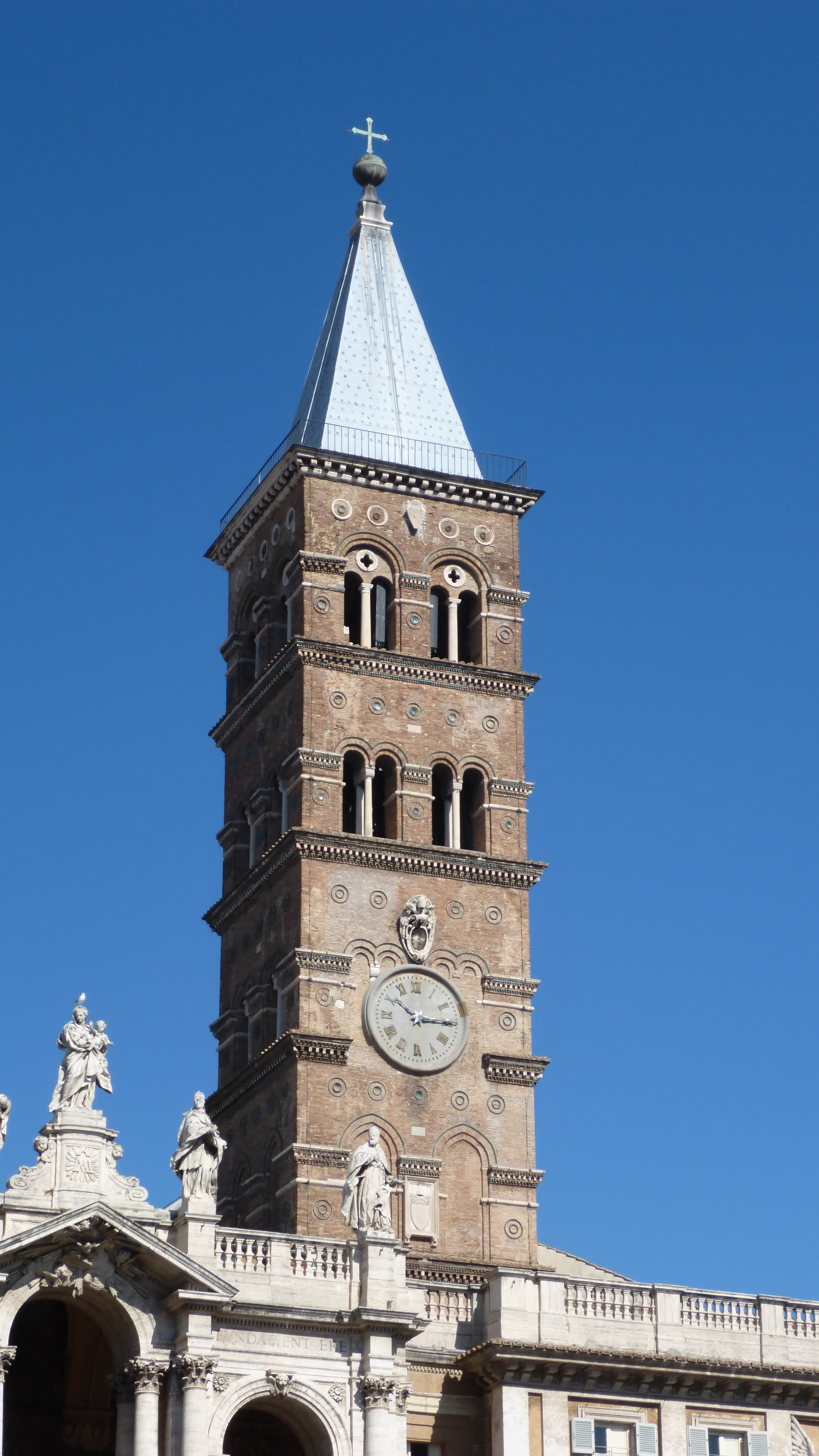
Le clocher-tour.

Le clocher-tour du XIVe siècle est le plus haut de Rome, s'élevant à 246 pieds (environ 75 m). En style roman, polychrome, il fut reconstruit durant le pontificat de Grégoire XI, entre 1375-1376, sur un embasement précédent.
Il fut, au cours des siècles, élevé, et achevé sous le cardinal Guillaume d'Estouteville, archiprêtre de la basilique entre 1445 et 1483, qui est également responsable de la grande voûte à usage statique de la partie inférieure et du premier étage. Au XVIe siècle, une flèche pyramidale fut ajoutée au sommet. Au début du XIXe siècle, il fut équipé d'une horloge. On y trouve des doubles fenêtres à simple lumière et, dans les étages supérieurs, des fenêtres à croisée.
Le clocher accueille un concert de cinq cloches anciennes fondues par différents fondeurs à différentes époques, la première de Lucenti à une date inconnue, la deuxième par Guidotto Pisano en 1289, et les trois autres des XVIe – XIXe siècles. Les notes sont :
- 1º do♯3 plat
- 2º do♯3
- 3º re3
- 4º fa♯3
- 5º sol3

Le clocher a également conservé la cloche offerte par Alfano, chambellan de Calixte II (1119-1124), qui, enlevée sous Léon XIII, est aujourd'hui conservée aux musées du Vatican.
L'une des plus grosses cloches s'appelle La Sperduta et sonne juste après 21 heures rappelant une légende qui remonte au XVIe siècle. On raconte en effet qu'une bergère, selon certaines versions aveugle, se serait perdue dans les prés qui entouraient alors l'Esquilin, faisant paître son troupeau. À la tombée de la nuit, les cloches de la basilique Sainte-Marie-Majeure ont sonné pour que le carillon la guide chez elle. Il semble alors qu'elle ne soit jamais revenue, mais les cloches continuent de l'appeler. D'où le rituel du soir appelé la « Sperduta (perdue) ». Selon une autre tradition, au lieu d'une bergère, ce serait un pèlerin (ou un voyageur distingué, selon d'autres sources) qui, venant à Rome à pied, s'égare et prie la Vierge en lui demandant son aide. Immédiatement, il entend le tintement de la cloche, après quoi il atteint la basilique et donc le salut. En souvenir du fait, le pèlerin a laissé une rente pour qu'à 2 heures du matin (transformée à 21 heures) la cloche sonne perpétuellement.

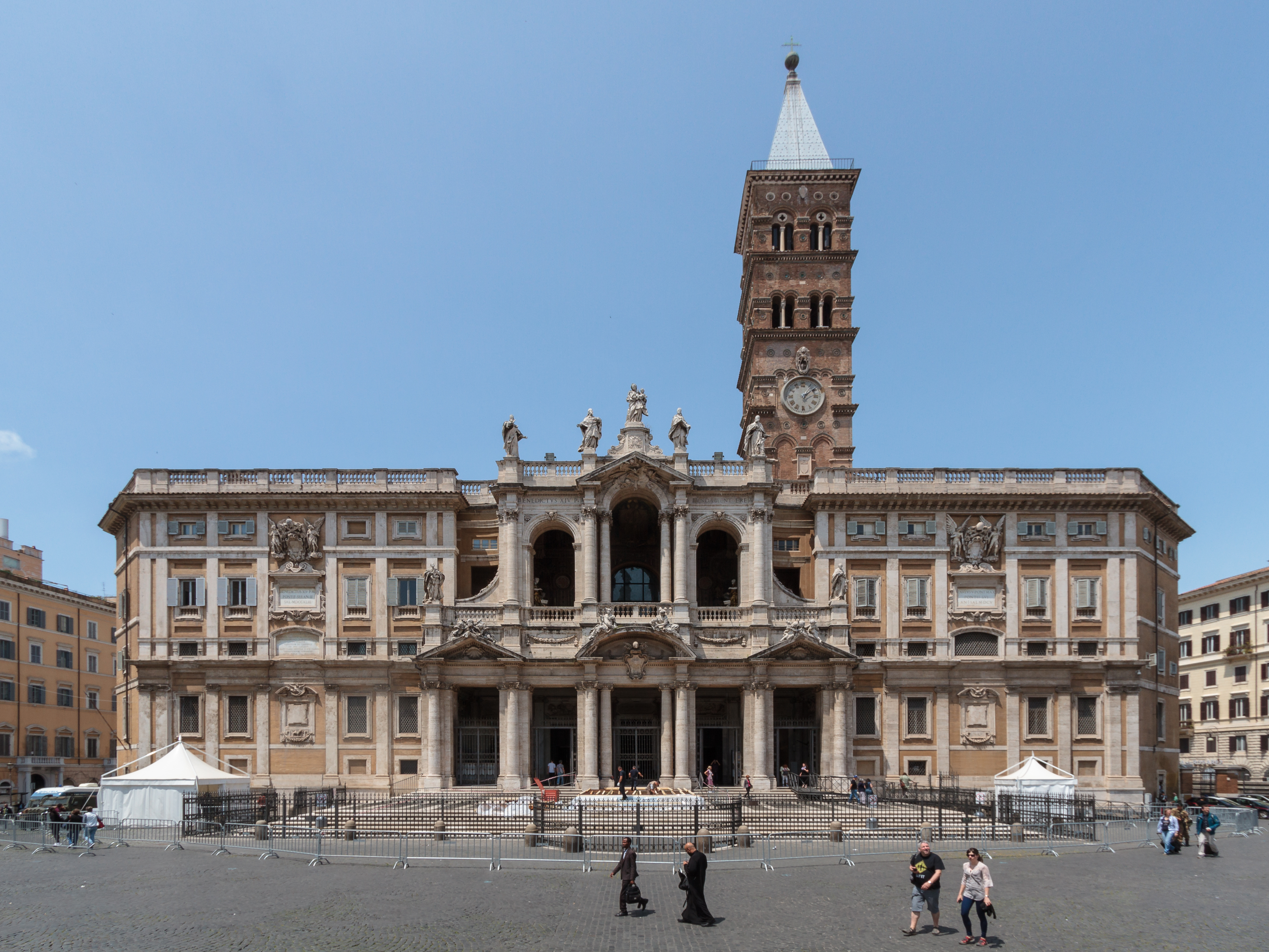
Façade de la basilique.
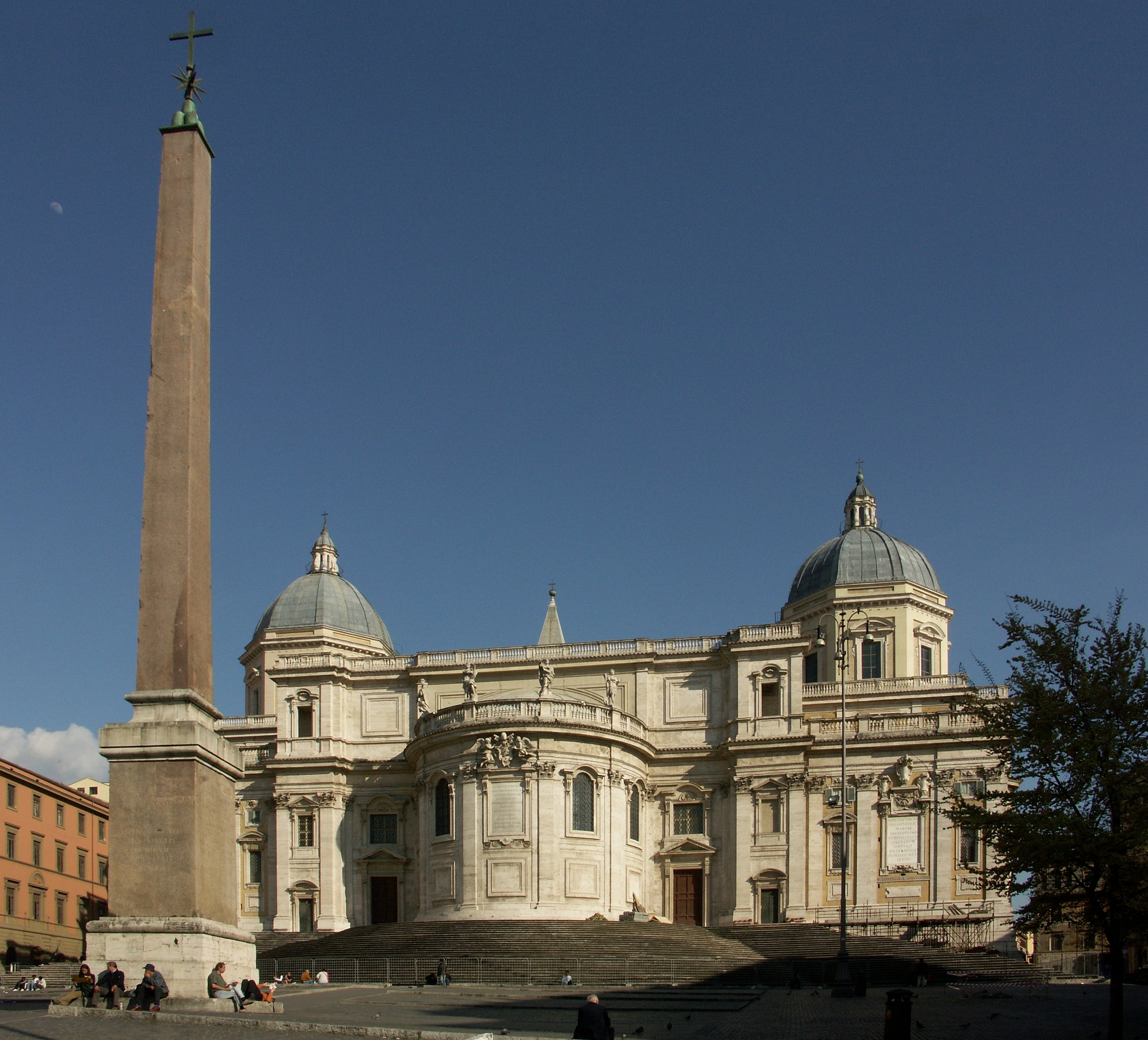
Le chevet de la basilique avec l'obélisque de l'Esquilin.
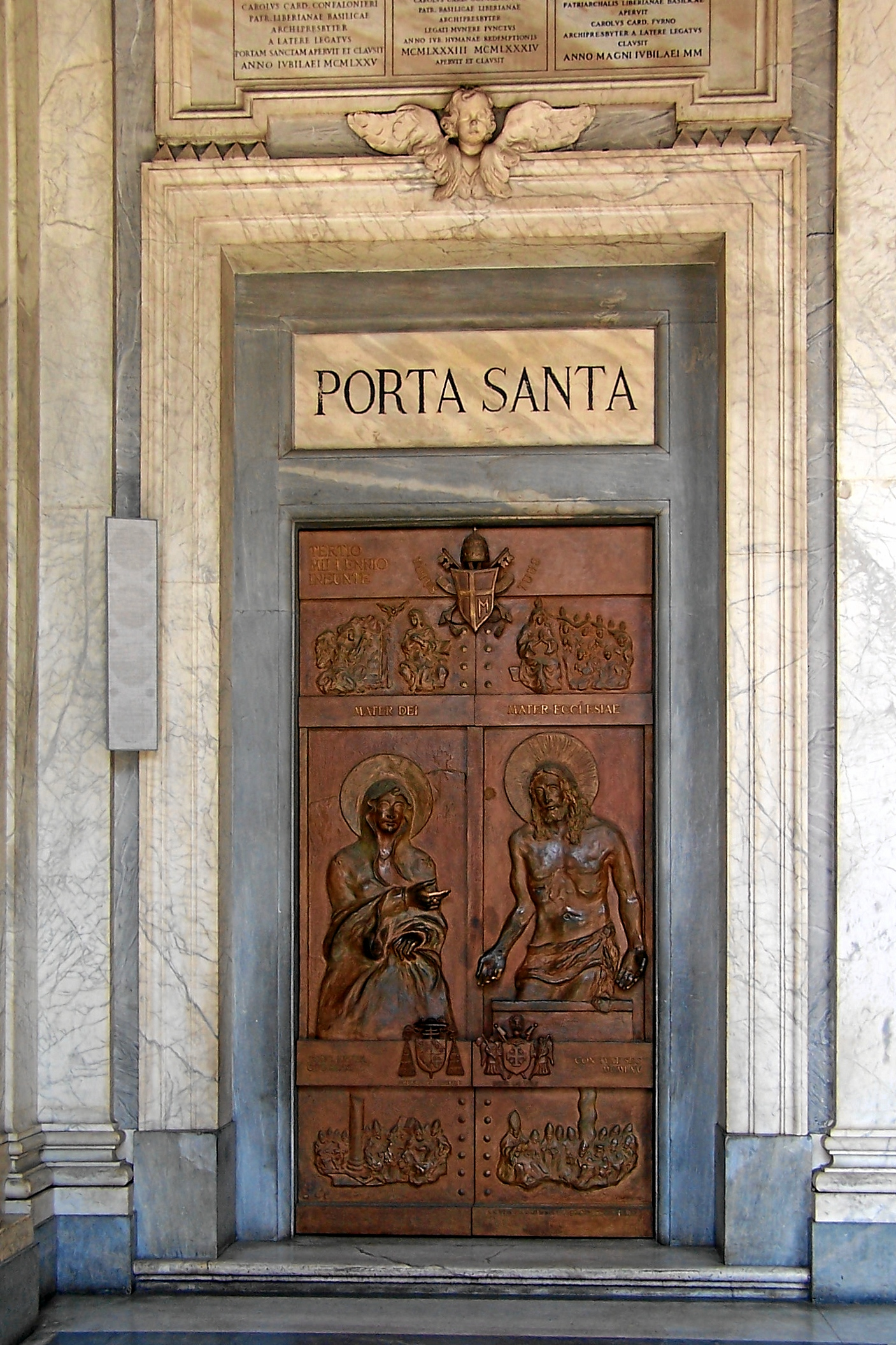
La Porte Sainte.

### Intérieur
Les colonnes de marbre athéniennes soutenant la nef sont encore plus anciennes et proviennent soit de la première basilique, soit d'un autre édifice romain antique : trente-six sont en marbre et quatre en granit, épurées ou raccourcis à l'identique par Ferdinando Fuga, qui leur fournit des chapiteaux en bronze doré à l'identique. Ces colonnes ioniques portent de superbes architraves et entablements en marbre, très bien conservés, décorés d'une frise en mosaïque à rinceaux sur fond d'or, datant du sanctuaire paléochrétien du Ve siècle.
Le maître-autel se retrouve sous le baldaquin et abrite la relique de la Crèche, cinq morceaux de bois conservés dans une urne d'argent exécutée au XIXe siècle par Luigi Valadier. Au-dessus du maître-autel, la calotte de l'abside est revêtue d'une mosaïque de Jacopo Torriti de 1295 célébrant le Couronnement de la Vierge : Jésus couronne sa mère, elle-même assise sur un trône, sous le regard d'anges et de saints.

#### Mosaïques duVesiècle
« L' art s'est essayé à de nouvelles formes dans l'arc de triomphe de la basilique Sainte-Marie-Majeure érigée par Sixte III, où il semble faire écho à la prière de Cyrille au concile d'Éphèse contre l'hérésie de Nestorius : « Je vous salue, ô Marie, mère de Dieu, vénérable trésor du monde entier, lampe qui ne s'éteint jamais, couronne resplendissante de virginité, temple indestructible, mère et vierge à la fois... Salut, vous qui avez porté l'infini dans vos entrailles … » »

— Adolfo Venturi.

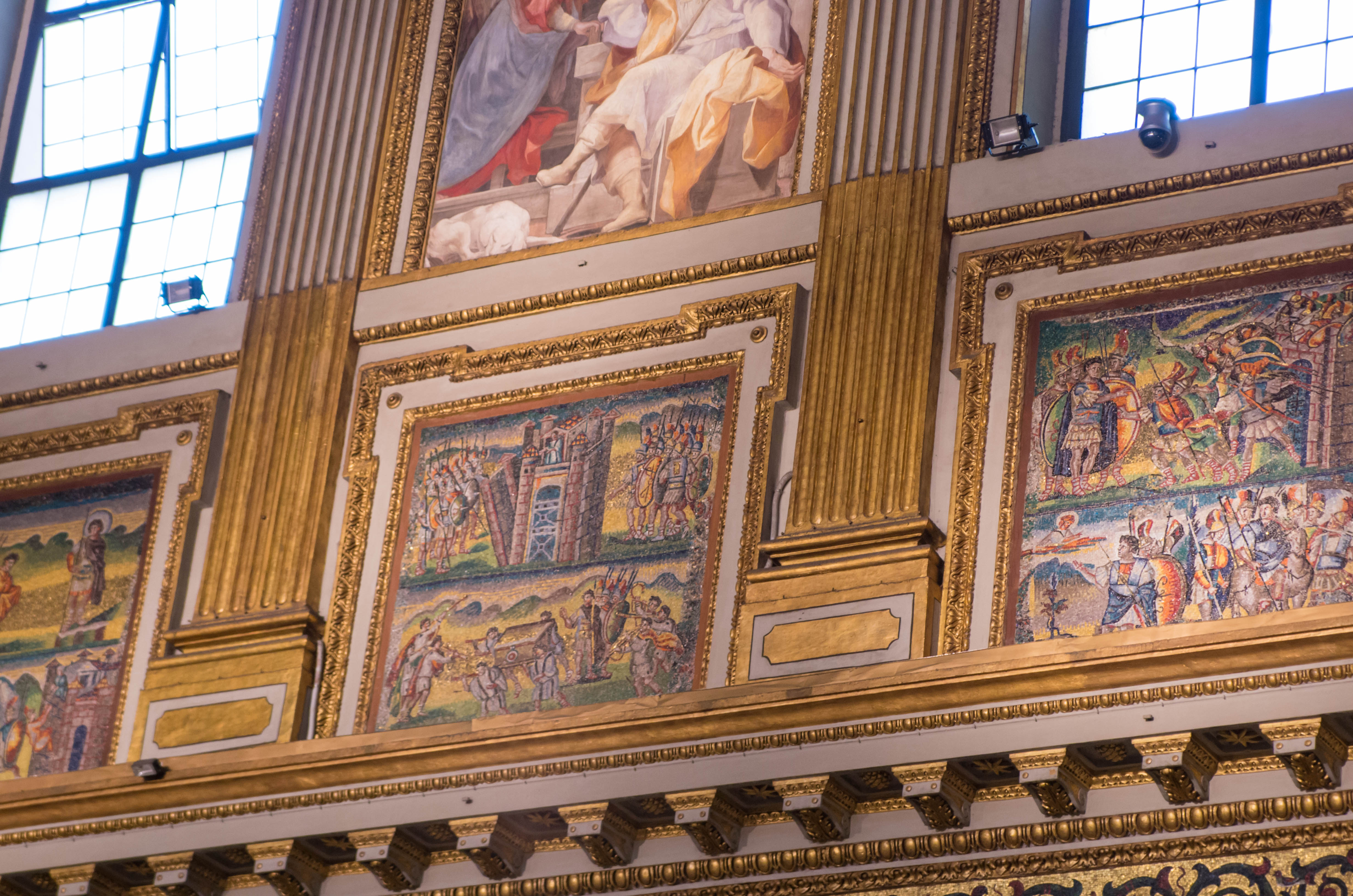
Détail des mosaïques de la nef.

Dans la nef centrale au-dessus des entablements, sous la claire-voie, 36 panneaux en mosaïque figuratives à fond d'or datent également du Ve siècle et racontent des épisodes bibliques. L'arc triomphal qui sépare la nef du transept est de la même époque, il est entièrement couvert par un cycle de mosaïques qui illustrent le rôle de Marie.
Les mosaïques trouvées à Sainte-Marie-Majeure constituent l'une des plus anciennes représentations de la Vierge Marie de l'Antiquité tardive (une tradition du XVIIe siècle qui commence avec Giovanni Ciampini voulait même qu'elles aient été réalisées au IVe siècle) : ombrage, nuances avec des transitions chromatiques progressives, représentation réaliste de l'espace et des volumes, éclaboussures de couleur, fond irisé par rapport au contraste avec les figures. Comme le dit un érudit : « Cela est bien démontré par la décoration de Santa Maria Maggiore à Rome... où la représentation iconographique de la Vierge Marie a été choisie au moins en partie pour célébrer l'affirmation de Marie comme Théotokos (porteuse de Dieu ) par le troisième Concile œcuménique d'Éphèse en 431 EC. ».
Les mosaïques de l'arc triomphal et de la nef sont un modèle pour les futures représentations de la Vierge Marie. Les influences de ces mosaïques sont enracinées dans l'impressionnisme de l'Antiquité tardive que l'on pouvait voir dans les fresques, les peintures manuscrites et de nombreuses mosaïques de chaussées dans des villas en Afrique, en Syrie et en Sicile au cours du Ve siècle. Cela étant dit, le couronnement de Marie sur l'abside a été fait beaucoup plus tard par Torriti par commission du pape Nicolas IV (XIIIe siècle).
La conception programmatique de ce décor Sixtine entendait donc témoigner de la divinité du Christ incarné dans la Vierge, telle que réaffirmée lors du récent concile d'Éphèse, et en même temps la primauté de l'Église romaine dans l'écoumène chrétien. L'agencement même des scènes de l'Ancien Testament, le choix des épisodes de l'arc triomphal, la priorité des correspondances visuelles sur les correspondances chronologiques, tout converge dans l'identification d'une sorte de théologie visuelle, d'un manifeste symbolique figuratif, qui représentait une nouveauté dans le contexte de Rome de ces années cruciales du Ve siècle.
C'est certainement le premier cycle figuratif à apparaître dans une église romaine. Les histoires de l'Ancien Testament montrent des tangences stylistiques incontestables avec le soi-disant « Vatican Virgile », un manuscrit de l'Énéide conservé à la bibliothèque apostolique vaticane, et avec la Bible appelée Itala di Quedlinburg, mais des liens avec l'iconographie impériale ont également été notés, selon à un processus d'appropriation de l'image impériale et des attributs visuels typiques de l'art paléochrétien. Ces relations, ainsi que l'agencement pas toujours chronologique des scènes, entièrement fonctionnel à chaque épisode et les correspondances rythmiques au sein de la série, sous-tendent l'utilisation d'un plan figuratif spécialement conçu, peut-être même par le très jeune Léon Ier pas encore pape.
Ces mosaïques ont donné aux historiens un aperçu des mouvements artistiques, religieux et sociaux de cette époque. Comme Margaret Miles l'explique, les mosaïques de Sainte-Marie-Majeure ont deux objectifs : glorifier la Vierge Marie en tant que Theotokos et présenter « une articulation systématique et complète de la relation entre la Bible hébraïque et les écritures chrétiennes comme une articulation dans laquelle la Bible hébraïque préfigure le christianisme ». Cela s'explique par les images des événements de l'Ancien Testament et du Nouveau Testament représentés dans les mosaïques de l'arc triomphal et de la nef. Les mosaïques montrent également l'éventail des compétences artistiques et réfutent la théorie selon laquelle la technique de la mosaïque à l'époque était basée sur la copie de livres. Les mosaïques trouvées à Sainte-Marie-Majeure sont des combinaisons de différents styles d'art de la mosaïque à cette période ; selon le spécialiste de l'art Robin Cormack : « l'éventail des compétences artistiques et les complexités réelles de la production peuvent difficilement être réduits à une mentalité de copie. Un cas test est donné par les mosaïques de S. Maria Maggiore à Rome ».

##### Arc triomphal

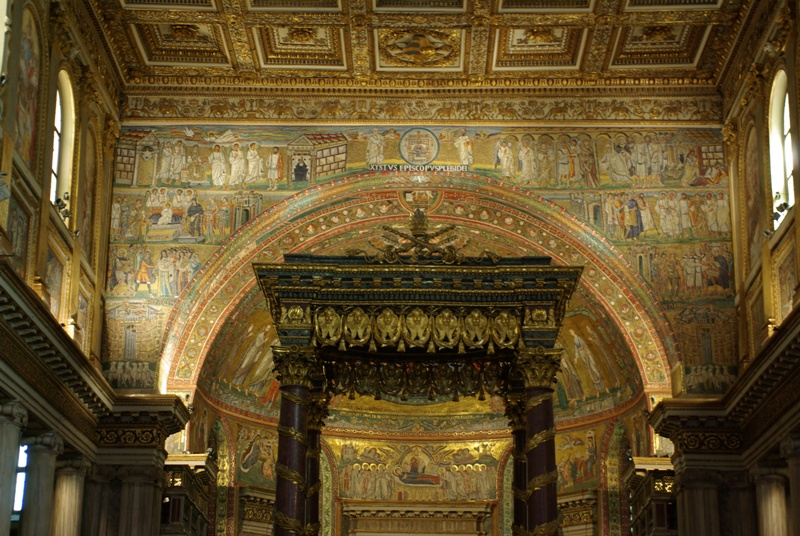
Mosaïques de l'arc triomphal.

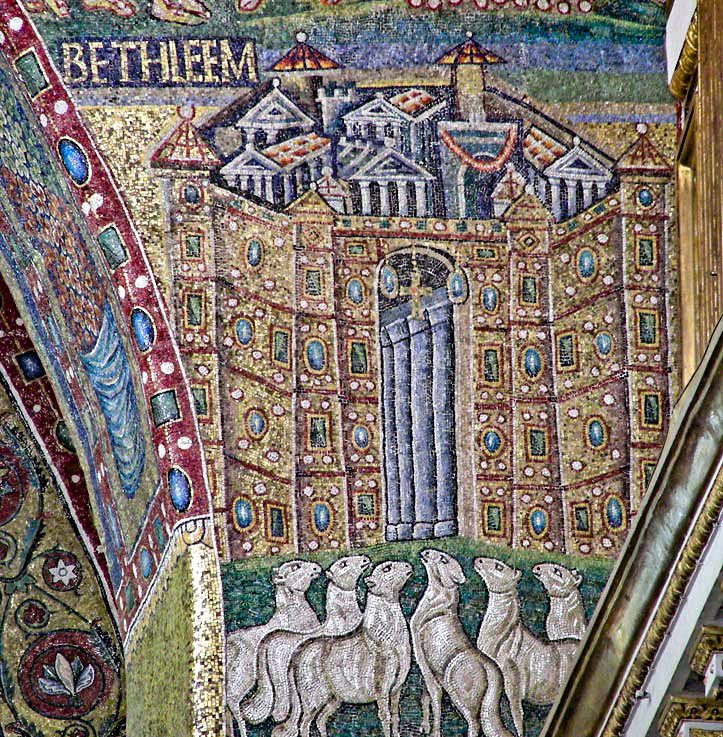
Détail de la mosaïque de l'arc de triomphe, Bethléem.

L'arc triomphal situé à la tête de la nef est d'abord appelé arc de l'abside, mais est connu ensuite sous le nom d'arc triomphal. Il est décoré de mosaïques représentant différentes scènes du Christ et de la Vierge Marie. Il y a une différence dans les styles utilisés dans les mosaïques de l'arc triomphal par rapport à ceux de la nef : le style de l'arc est beaucoup plus linéaire et plat, si bien qu'un érudit le décrit comme n'ayant pas autant d'action, d'émotion et de mouvement qu'il y en a dans les mosaïques de l'Ancien Testament de la nef.
Plus hiératiques et plus rythmées, les scènes des mosaïques, représentant certains moments de l'enfance du Christ, dont certaines sont tirés d'évangiles apocryphes (Annonciation, Présentation de Jésus au Temple, Adoration des mages, Rencontre avec le gouverneur Aphrodisio, Massacre des Innocents, Rois mages chez Hérode Ier le Grand). La rencontre avec le gouverneur égyptien Aphrodisio devant la ville de Sotine, en particulier, en plus d'être un pendant visuel à l'Adoration des mages de l'autre côté, est un épisode attesté uniquement à Sainte-Marie-Majeure, tiré des évangiles apocryphes : Jésus, en s'enfuyant en Égypte, entre dans la ville de Sotine avec ses parents, les idoles païennes tombent aussitôt à terre et Aphrodisio salue l'Enfant en tant que Rédempteur. Au sommet de l'arc, le Trône d'Étimasie avec une Croix est flanqué des saints Pierre (apôtre) et Paul de Tarse et surmonté du Tétramorphe. En dessous se trouve un panneau, avec l'inscription Xystus episcopus plebi Dei (évêque Sixte au peuple de Dieu), en lettres d'or sur fond bleu, qui est la dédicace du pape fondateur de la basilique. Sur les côtés, les deux villes saintes, Jérusalem et Bethléem, à l'intérieur desquelles les colonnades de la basilique s'étendent de façon illusoire, indiquent presque un prélude à la Jérusalem céleste.
L'une des premières scènes visibles est un panneau de l'intronisation du Christ avec un groupe d'anges présenté comme sa cour. Comme le décrit un historien : « Sur l'arc de l'abside trône le Christ, un jeune empereur accompagné de quatre chambellans, des anges bien sûr ». C'est un parfait exemple de l'art de la mosaïque au Ve siècle. Un autre panneau sur l'arc triomphal représente la Vierge ; elle est couronnée et vêtue d'un voile coloré, sa garde-robe rappelle subtilement celle d'une impératrice romaine. Dans ce panneau, elle a son divin fils marchant avec elle et une suite d'anges et Joseph prêt à la saluer : « La Vierge... montre à la perfection le caractère impressionniste des mosaïques. » Un autre panneau est connu sous le nom d'Adoration des mages : cette mosaïque représente l'Enfant Jésus et la Vierge et l'arrivée des trois sages, « des mosaïques illustrant la première venue du Christ et sa jeunesse couvraient l'arc de triomphe ». L'autre panneau représente la Vierge accompagnée de cinq martyrs.

##### Mosaïques de la nef

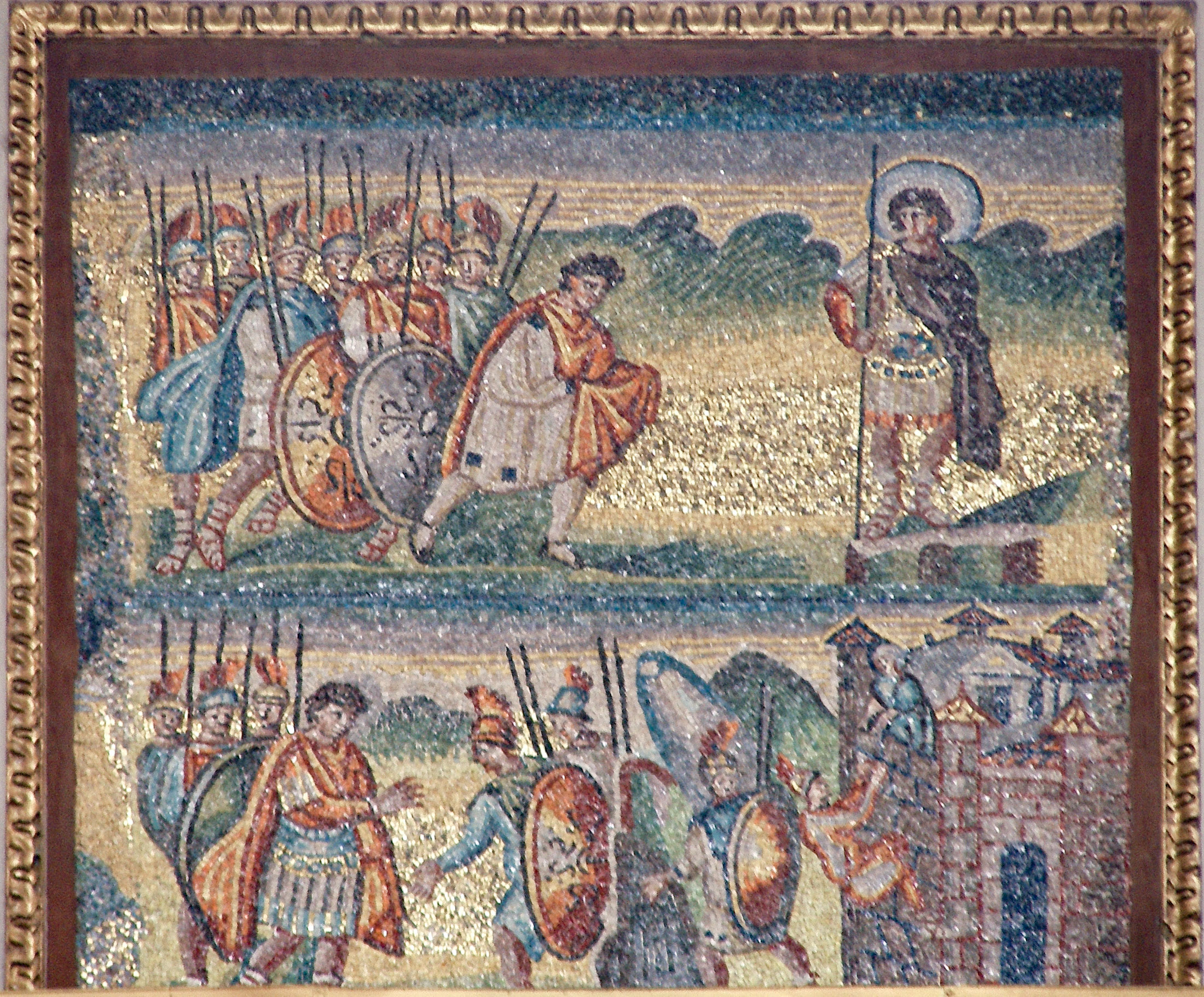
Mosaïque de la nef avec l'histoire de Moïse.

La nef a toujours été décorée à l'époque Sixtienne de mosaïques, dans des panneaux placés sous les fenêtres, à l'origine entourés d'édicules, avec un cycle d'histoires de l'Ancien Testament : histoires d'Abraham, Jacob, Isaac sur le côté gauche, Moïse et Josué sur le côté droit. Des quarante-deux panneaux originaux, dont beaucoup présentaient deux scènes superposées, il en reste 27 (12 sur le mur de gauche et 15 à droite) après la destruction due aux ouvertures latérales du XVIIIe siècle.
La nef de la basilique est couverte de mosaïques représentant les événements de l'Ancien Testament concernant Moïse conduisant les Juifs hors d'Égypte à travers la mer Rouge. « Les mosaïques de la nef (qui représentent des histoires de l'histoire de l'Ancien Testament et ont donc offert aux chrétiens de Rome un nouveau « passé ») sont illusionnistes d'une manière colorée et impressionniste » comme le dit cet érudit : la scène est remplie de mouvement, d'émotion, pour inspirer la réflexion sur le « nouveau » passé de Rome, le passé de l'Ancien Testament. Comme le décrit un érudit : « Moïse frappe les eaux de la mer Rouge dans un geste héroïque, sa toge en gris et bleus clairs et foncés, mais bordée de noir, les plis des lignes blanches, la tunique en dessous bleu clair ; l'homme à côté de lui porte une toge bleu foncé sur une tunique grise et blanche. ». Un autre panneau montre la disparition des Égyptiens dans la mer Rouge. Un observateur décrit la mosaïque : « Les Égyptiens, vêtus d'armures bleues avec des bandes d'or et des manteaux écarlates volant sauvagement, se noient dans les eaux bleu verdâtre ; les chevaux, blancs ou brun clair nuancés de bruns plus foncés, surlignés en blanc, les accoutrements d'un rouge vif. ».

#### Interventions duXIIeauXIVesiècle: nouvelle abside et mosaïques

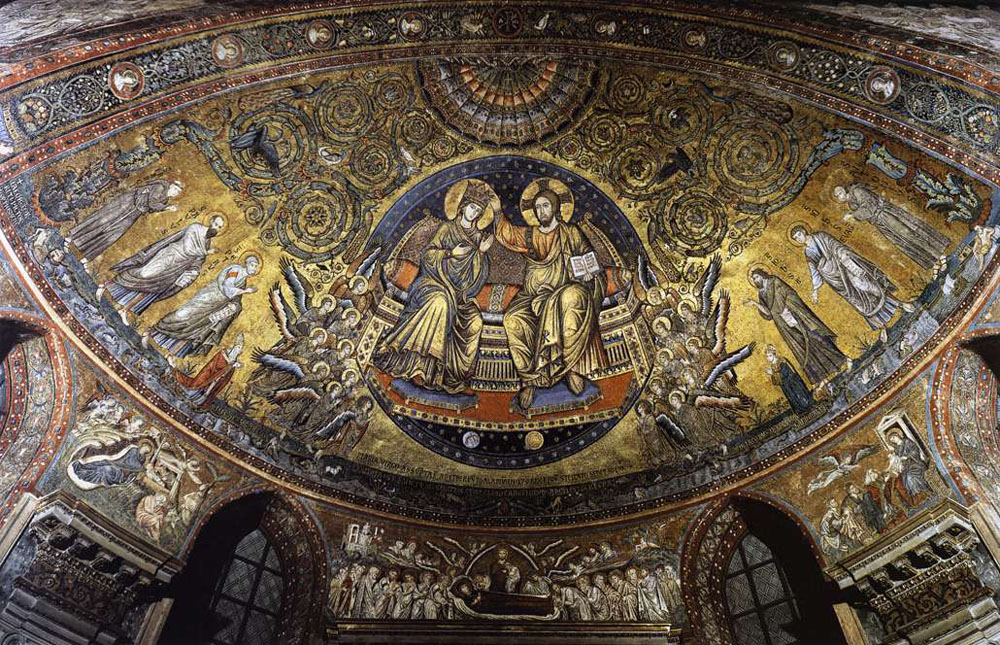
Couronnement de la Vierge, mosaïque de l'abside, par Jacopo Torriti, XIIIe siècle.

Le pavement de l'église quant à lui, de style cosmatesque, a été refait par les marbriers Cosmati au XIIe siècle. Il a de nouveau été refait lors des restaurations de Ferdinando Fuga. Le portique adossé à la façade (remanié sous Grégoire XIII puis détruit au XVIIIe siècle pour faire place à la nouvelle façade baroque de Fuga) date du milieu XIIIe siècle, à l'époque d'Eugène III.

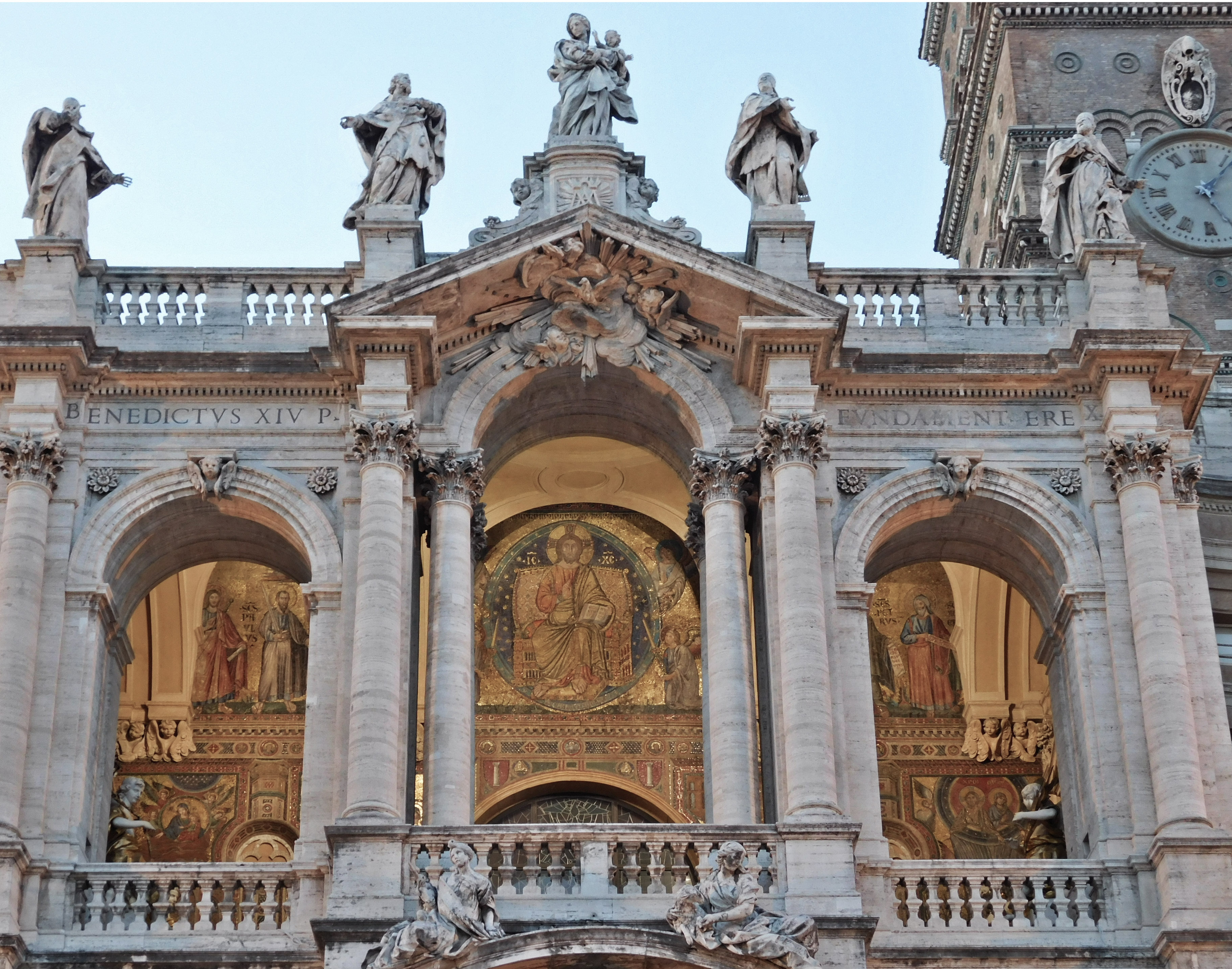
Mosaïques de la façade, derrière la loggia, par Filippo Rusuti, XIIIe siècle.

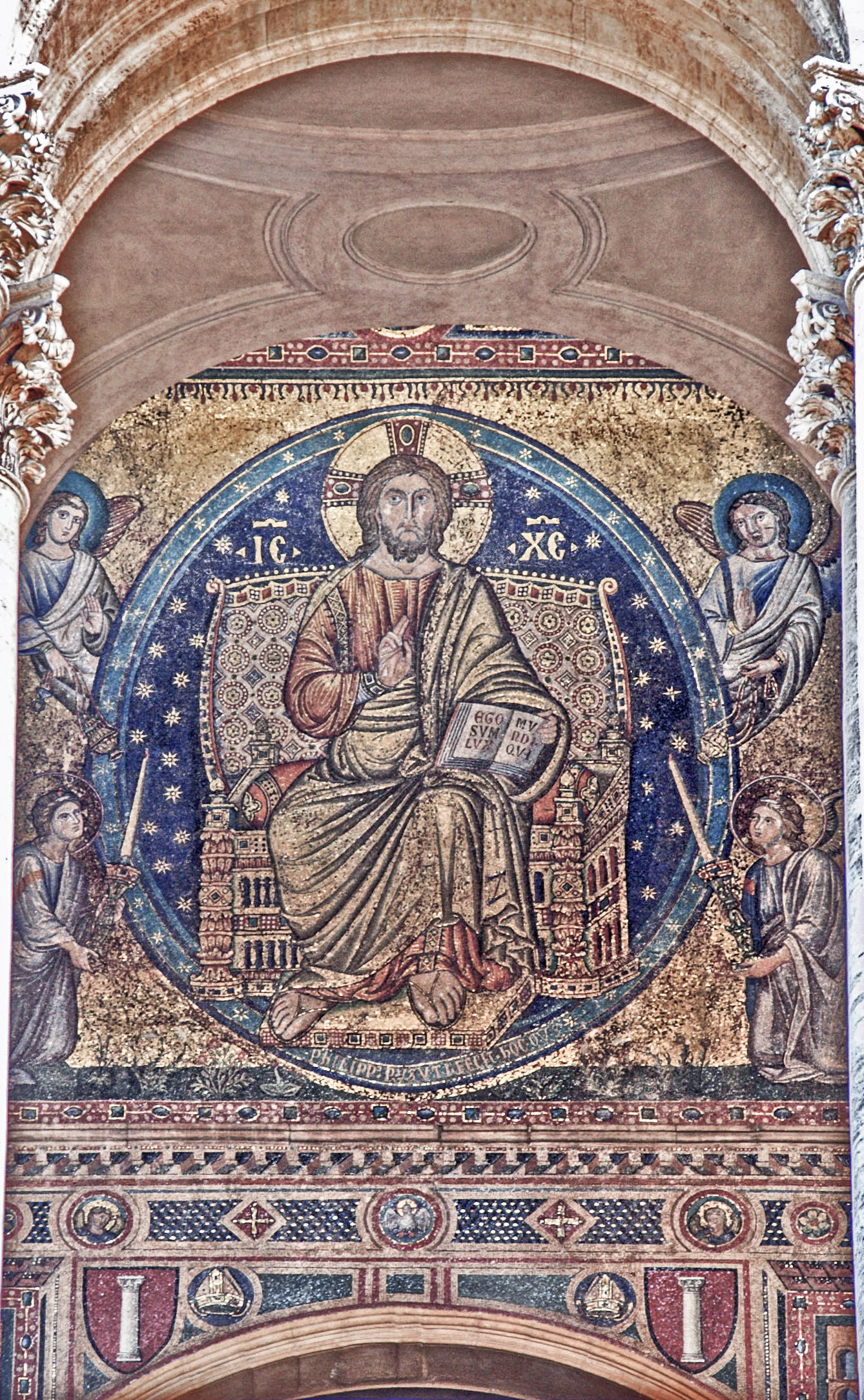
Christ en majesté, mosaïque centrale de la façade, par Filippo Rusuti, XIIIe siècle.

La basilique fait l'objet d'interventions importantes en vue du premier jubilé de l'an 1300 ; en particulier pendant le pontificat de Nicolas IV, le transept est ajouté et une nouvelle abside est créée qui est décorée de riches mosaïques réalisées par le frère franciscain Jacopo Torriti (Couronnement de Marie et Histoires de Marie), datées de 1295. Il s'agit du premier couronnement de la Vierge dans l'abside. Assise sur le même trône somptueux et à côté du Rédempteur, Marie est vêtue d'habits royaux, typiques de la forme byzantine de l'époque et également propres au culte marial à Rome. Cette mosaïque, synthèse des voies orientalisantes et de l'esprit artistique romain, conclut une saison millénaire de l'art chrétien-byzantin-romain. Certaines études tendent à montrer que le décor en mosaïques datant du Ve siècle pourrait correspondre à une Vierge à l'Enfant. Cela n'est toutefois pas une certitude, mais ce motif pourrait s'inscrire dans la cohérence du message délivré par l'ensemble du décor en mosaïques et des scènes représentées.
Les mosaïques de la façade, l'œuvre de Filippo Rusuti, dont la commande est à renvoyer à Pietro Colonna (cardinal, 1288), et la construction de la chapelle de la Nativité par Arnolfo di Cambio (détruite pour faire place à la chapelle Sixtine) remontent à la même période. Les figures survivantes de la crèche sont maintenant exposées dans le musée de la basilique.

#### Interventions duXVesiècle: plafond doré de la nef

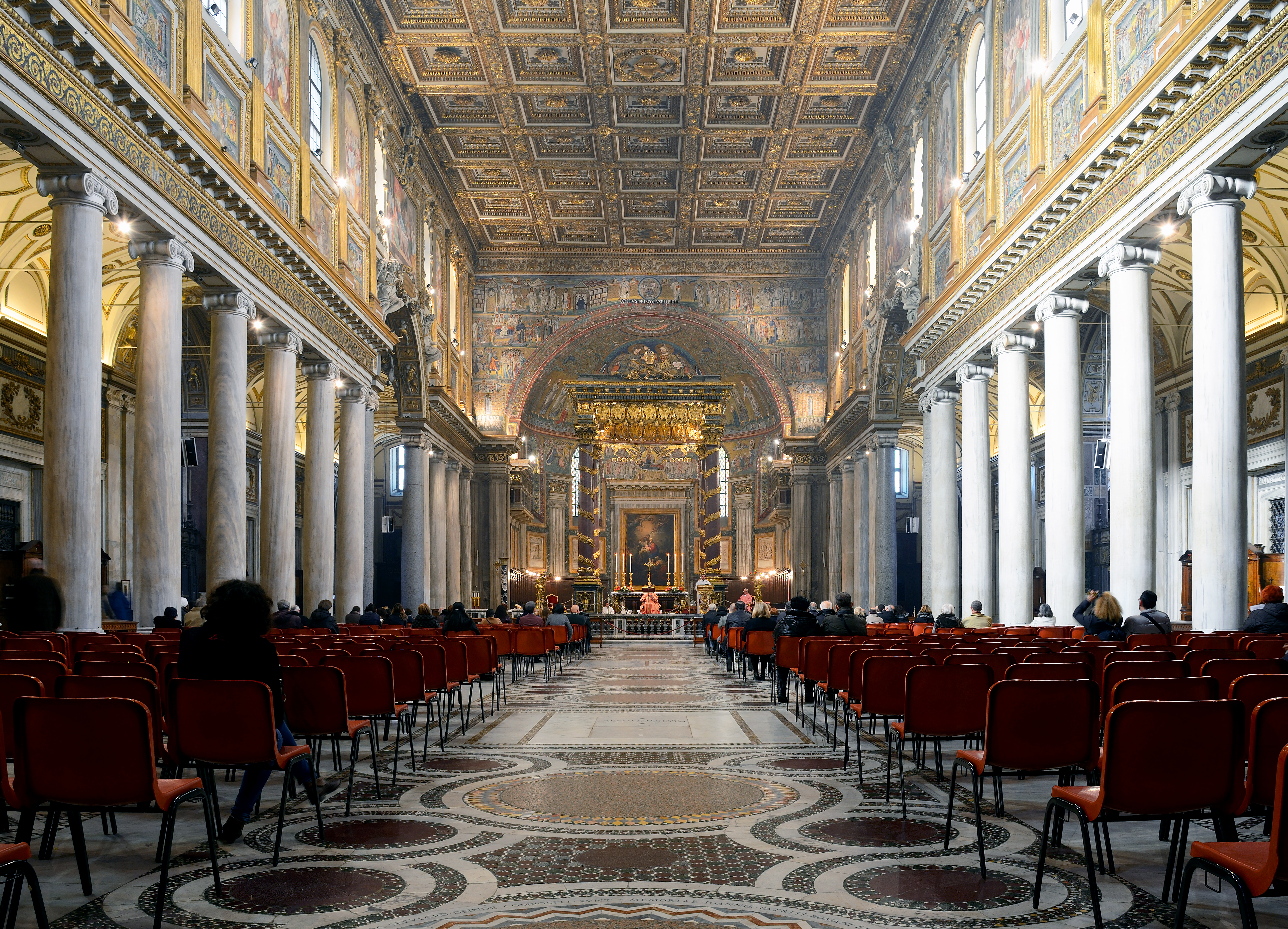
Vue descendante de la nef vers le maître-autel.

Le cardinal Guillaume d'Estouteville fait recouvrir les bas-côtés de voûtes au XVe siècle, tandis que la nef centrale est ornée d'un riche plafond à caissons construit sur un projet attribué à l'architecte Giuliano da Sangallo, commandé par le cardinal Rodrigo Borgia, pape sous le nom d'Alexandre VI. Le plafond à caissons, richement sculpté, porte au centre les armoiries héraldiques du pontife, reconnaissable à la présence du taureau. Chaque élément sculpté possède une dorure à la feuille d'or qui, selon la tradition, a été réalisée avec le premier or venu des Amériques (Pérou), apporté par Christophe Colomb, offert par les Rois catholiques d'Espagne, Ferdinand et Isabelle au pape espagnol.
L'édifice est ensuite remanié à la Renaissance : une fenêtre sur deux de la claire-voie dans la nef centrale est bouchée pour donner de la place aux peintures, de même que la plupart des fenêtres des bas-côtés lors de la construction progressive des chapelles latérales, ce qui a fortement diminué la luminosité naturelle dans l'édifice, originellement beaucoup plus éclairé.

#### Interventions duXVIIIesiècleà nos jours
La sacristie des chanoines et la salle capitulaire ont été restaurées sous la direction de l'architecte capitulaire Giovanni Battista Benedetti entre 1863 et 1864.
Les portes centrales de la basilique ont été modelées par Ludovico Pogliaghi et coulées par la Fonderie Artistique Ferdinando Marinelli de Florence.
La Bénédiction de la Porte Sainte par le Pape Jean-Paul II, œuvre du sculpteur contemporain Luigi Enzo Mattei date de 2001.

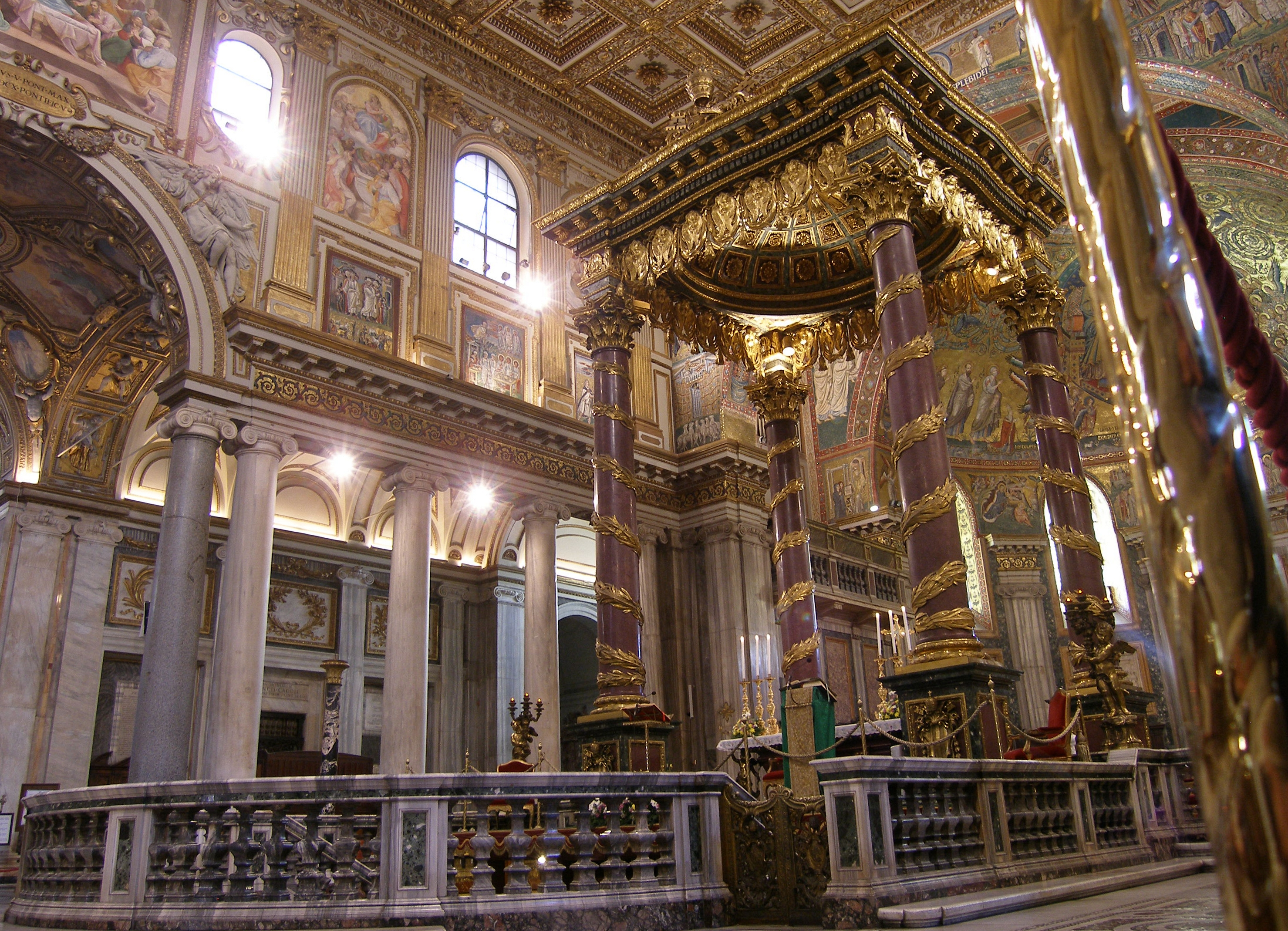
Le chœur et le baldaquin.
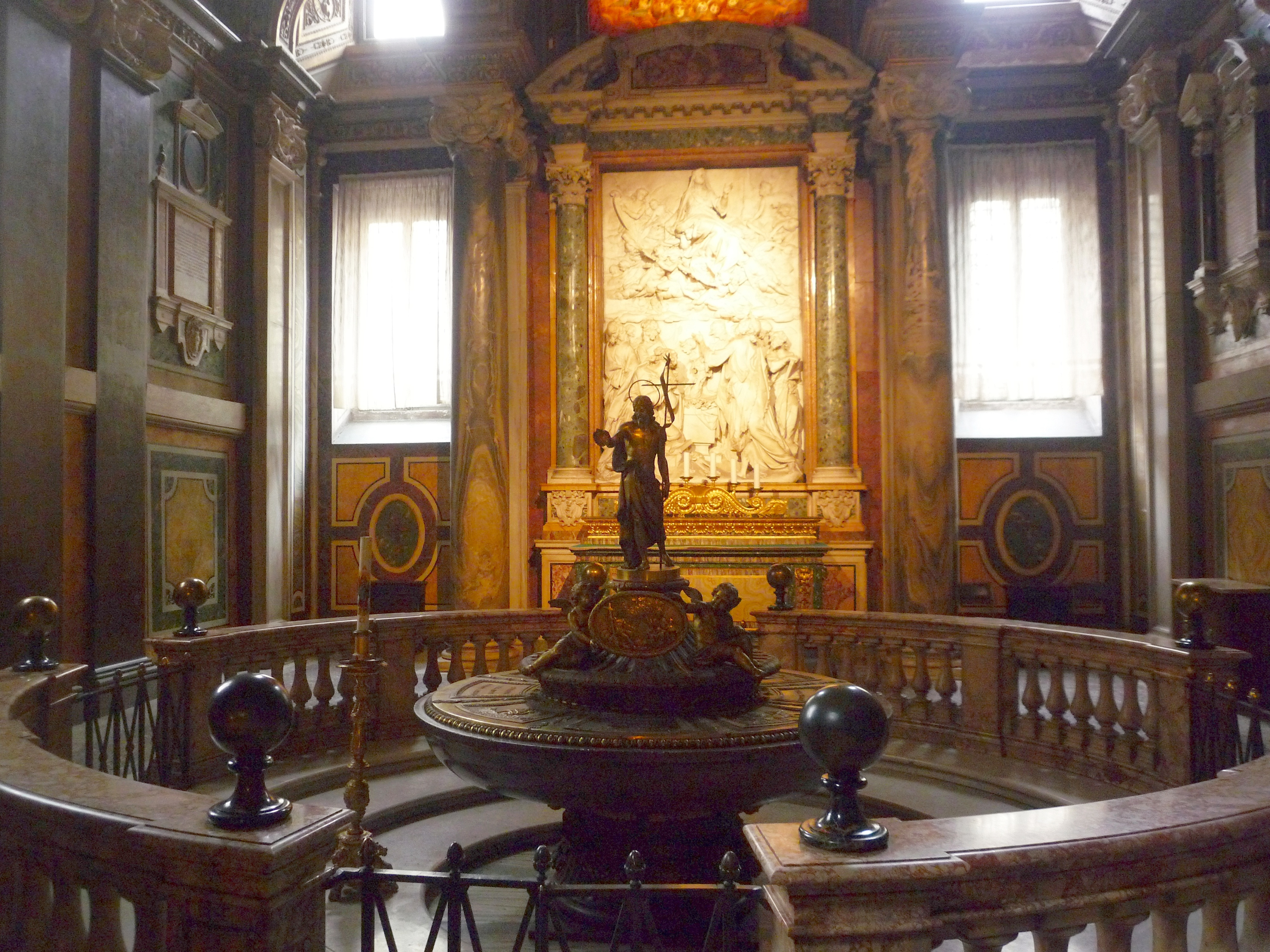
Chapelle du baptistère.
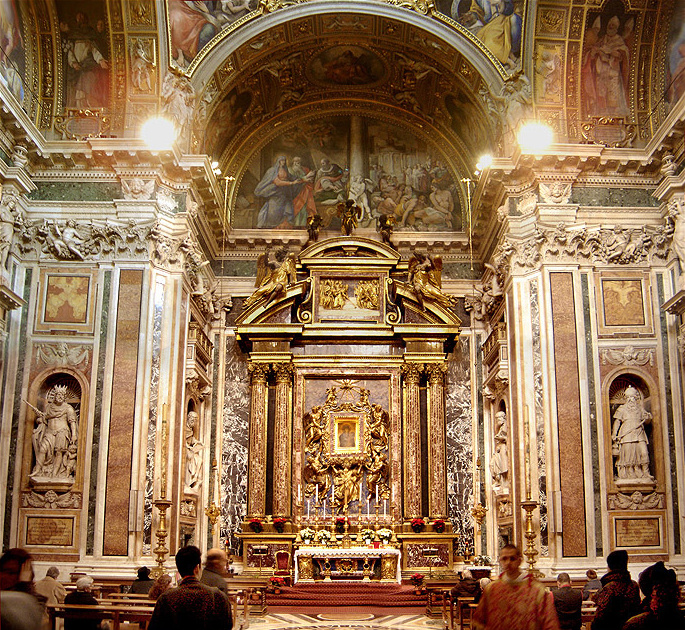
Chapelle Borghèse dite chapelle Pauline où est inhumée Pauline Bonaparte.
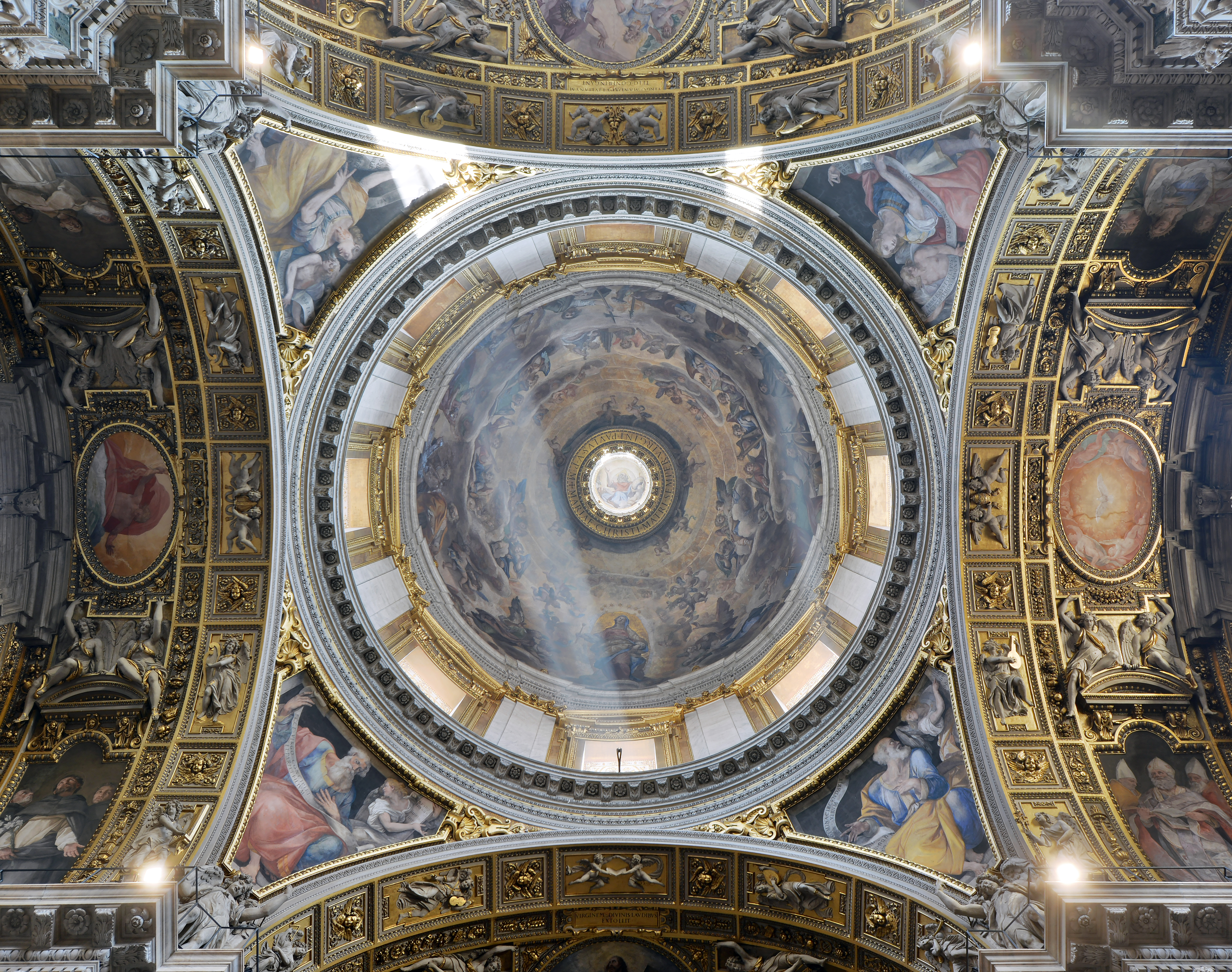
Le dôme, 1608, par Lodovico Cigoli.
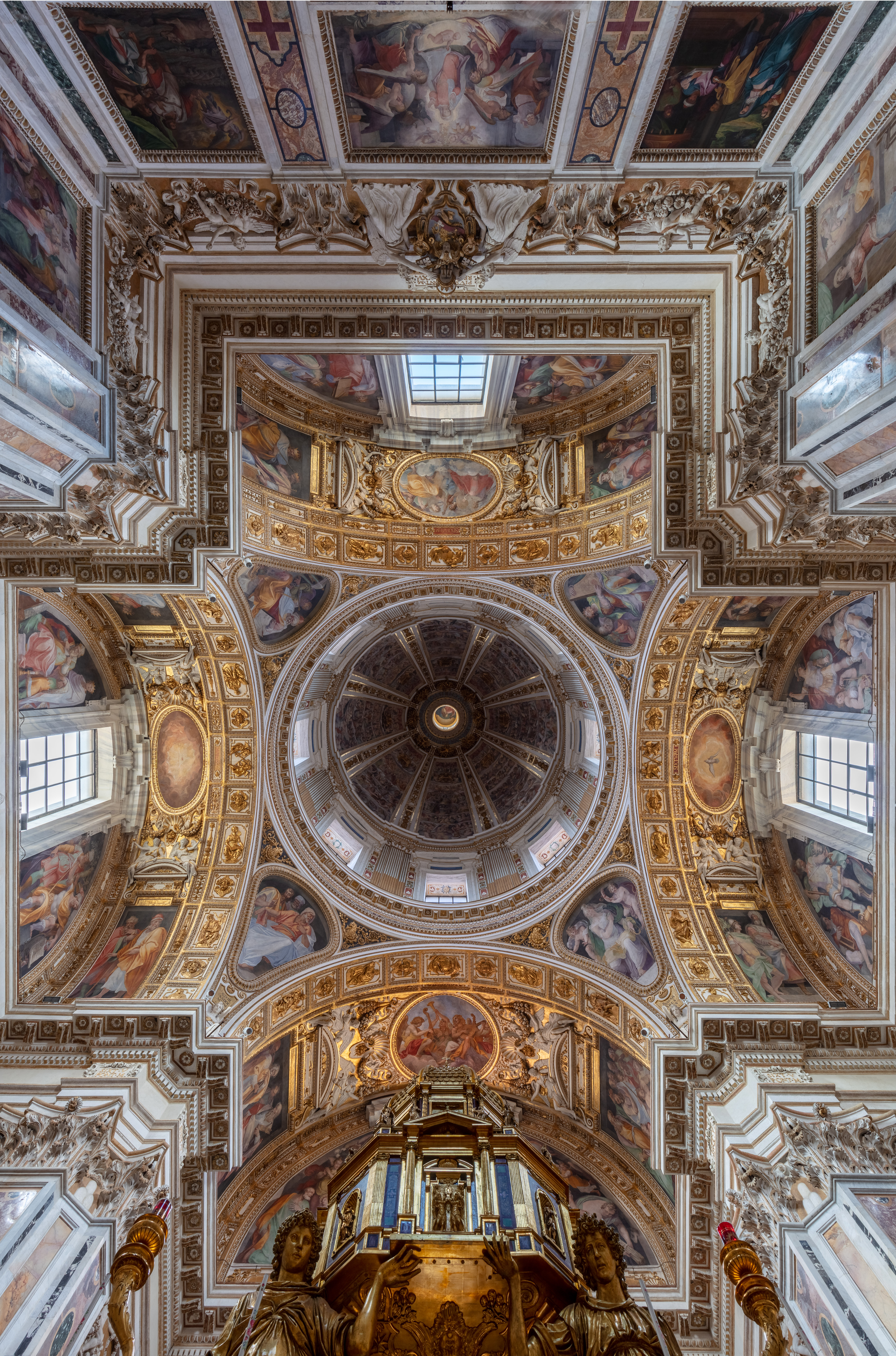
Le dôme, d'un peu plus loin. Septembre 2022.

#### Chapelles
De riches chapelles se succèdent de chaque côté de la nef.

##### Chapelle du baptistère
La chapelle du baptistère a été réalisée en 1605 par Flaminio Ponzio, avec les fonts baptismaux en porphyre, créés au XIXe siècle par Luigi Valadier.

##### Chapelle Pauline (ou chapelle Borghèse)
En juin 1605, le pape Paul V Borghèse décide de construire la chapelle familiale dans la basilique, en forme de croix grecque et de la taille d'une petite église. La partie architecturale est confiée à Flaminio Ponzio, liée dans le plan par la chapelle miroir du pape Sixte V de l'autre côté de la nef. La structure est achevée en 1611, la partie décorative, avec des marbres colorés, des ors et des pierres précieuses, à la fin de 1616. Les deux tombeaux des papes Clément VIII et Paul V sont placés sur les murs latéraux, enfermés dans une architecture en arc de triomphe avec leur statue et des bas-reliefs picturaux au centre.
La partie sculpturale est créée entre 1608 et 1615 par un groupe hétérogène d'artistes : Silla Longhi, qui a obtenu la majeure partie du travail créant les deux statues papales, Ambrogio Buonvicino, Giovanni Antonio Paracca dit Valsoldo, Cristoforo Stati, Nicolas Cordier, Ippolito Buzzi, Camillo Mariani, Pietro Bernini, Stefano Maderno et Francesco Mochi.
La direction du travail pictural est confiée au Cavalier d'Arpin qui crée les pendentifs de la coupole et la lunette au-dessus de l'autel. Lodovico Cigoli réalise la première coupole peinte sans être divisée par des nervures tandis que Guido Reni est le principal auteur des figures individuelles des saints qui ont également été traitées par Domenico Cresti, Giovanni Baglione et Baldassare Croce ; par la suite Giovanni Lanfranco, selon Giovanni Pietro Bellori, intervint en transformant un ange en Vierge.

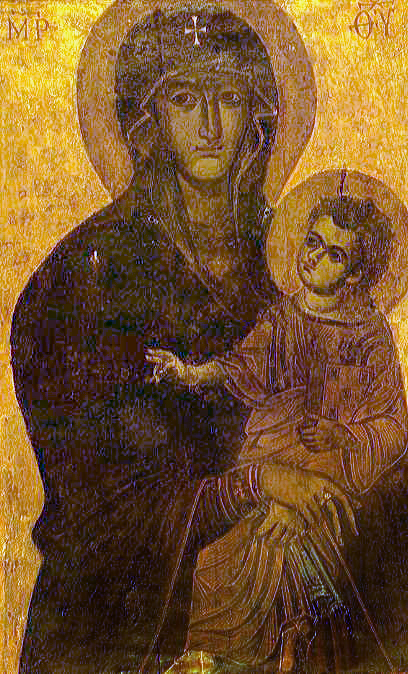
Icône Virgin salus populi romani.

La chapelle présente l'icône de la Vierge à l'Enfant, objet de vénération à travers les siècles, plus connu sous le nom de Salus populi romani (Santé du peuple romain ou Salut du peuple romain), en raison d'un miracle au cours duquel l'icône aurait aidé à empêcher la peste dans la ville. Elle a au moins mille ans et, selon la tradition, elle a été peinte d'après nature par l'apôtre saint Luc sur la table en bois de la Sainte Famille à Nazareth.
La Salus Populi Romani a été vénéré par plusieurs papes et est devenue un symbole mariologique clé. Le pape Pie XII d'origine romaine (Eugenio Pacelli) a célébré sa première messe dans la chapelle le 1er avril 1899. En 1953, l'icône a été transportée à travers Rome pour lancer la première année mariale de l'histoire de l'Église. En 1954, elle a été couronnée par Pie XII alors qu'il introduisait la nouvelle fête mariale de la Reine du Ciel. Paul VI, Jean-Paul II, Benoît XVI et François ont tous honoré la Salus Populi Romani par des visites personnelles et des célébrations liturgiques.
Cette chapelle abrite également le tombeau de Pauline Bonaparte, sœur de Napoléon Ier.

##### Chapelle Sixtine

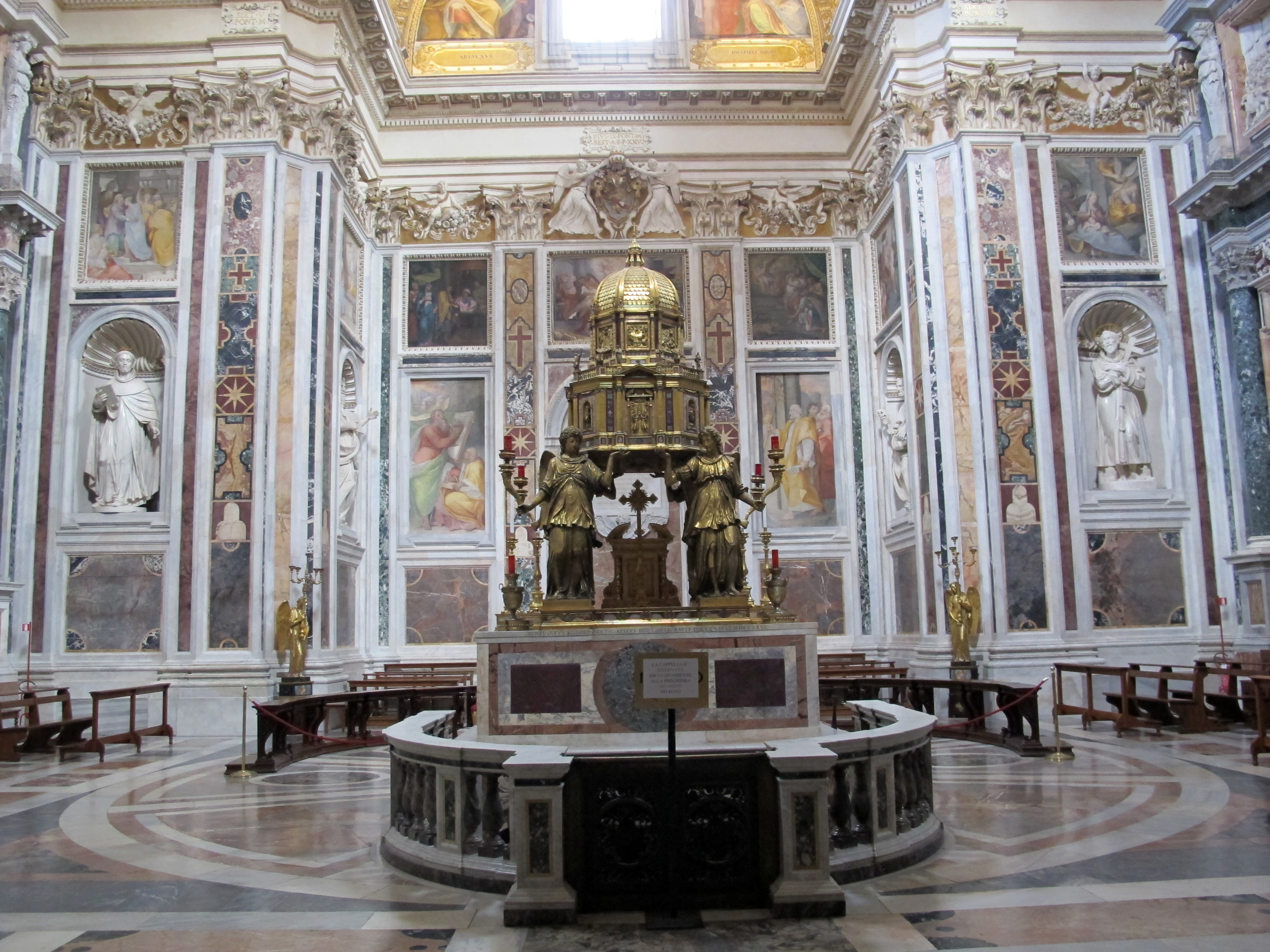
Chapelle Sixtine.

Sixte V, grand protagoniste de la transformation urbaine de Rome à la fin du XVIe siècle, choisit la basilique comme somptueux lieu de sépulture pour lui-même, pour sa famille et pour son grand protecteur, le pape Pie V. À cette fin, il charge son architecte Domenico Fontana, en 1585, d'ériger une nouvelle chapelle monumentale dans le bras droit du transept, dédiée au Saint-Sacrement, remarquable - ainsi que pour le mobilier et les matériaux utilisés - car elle intègre l'ancien oratoire de la Nativité, avec les fragments de la sculpture de la Nativité que l'on pense être par Arnolfo di Cambio (XIIIe siècle), les reliques de la crèche et les reliefs réalisés par le sculpteur Niccolò Fiammingo. La chapelle est couronnée d'une coupole recouverte de fresques.
Toute la petite salle est ainsi déplacée de sa position d'origine (en annexe du bas-côté droit) au centre de la nouvelle chapelle sous l'autel, dans une nouvelle crypte avec un déambulatoire. Pour l'ornementation de la chapelle, entre autres, des marbres polychromes et des colonnes du Septizodium sont utilisés, tandis que la décoration cosmatesque de l'ancienne chapelle est transférée pour couvrir l'autel sous l'autel papal, qui est surmonté d'un précieux ciborium doré datant de la fin du XVIe siècle dans lequel sont sculptés quatre anges en bronze doré (par Sebastiano Torrigiani) qui soutiennent le modèle de la chapelle elle-même. Sixte V fait également exécuter un cycle de fresques peintes sur les murs qui couvrent certaines des fenêtres paléochrétiennes.
Cette chapelle du Saint-Sacrement porte le nom du pape Sixte V et ne doit pas être confondue avec la chapelle Sixtine du Palais du Vatican, du nom du pape Sixte IV.
Sous cet autel se trouve l'Oratoire ou Chapelle de la Nativité, sur l'autel duquel, alors qu'il était situé dans la Crypte de la Nativité sous le maître-autel de l'église elle-même, saint Ignace de Loyola a célébré sa première messe en tant que prêtre le 25 décembre 1538.
Juste à l'extérieur de la chapelle Sixtine se trouve le tombeau du Bernin et de sa famille.
La décoration intérieure maniériste a été achevée en 1587-1589 par une grande équipe d'artistes, dirigée par Cesare Nebbia et Giovanni Guerra. Alors que le biographe de l'art, Giovanni Baglione attribue des œuvres spécifiques à des artistes individuels, des études récentes révèlent que la main de Nebbia a dessiné des esquisses préliminaires pour la plupart, sinon la totalité, des fresques. Baglione concède également que les rôles de Nebbia et Guerra pourraient être résumés ainsi : « Nebbia a dessiné et Guerra a supervisé les équipes ».
| Peintre                                    | Œuvres |
| ------------------------------------------ | --- |
| Giovanni Battista Pozzo                    | Gloire angélique, Visitation, Annonciation, Rêve de Joseph, Saint Paul et Jean évangéliste, Saint Pierre entre à Rome, & Massacre d'enfants |
| Lattanzio Mainardi (en)                    | Tamar, Fares, Zara, Solomon, & Boaz |
| Hendrick van den Broeck (Arrigo Fiammingo) | Esrom, Aram, Aminabad & Naassom |
| Paris Nogari                               | Ruth, Jesse, David, Solomon & Roboam ; La Sainte Famille                                                                                    |
| Jacques Stella                             | Jehoshaphat & Jehoram, Jacob, Judah et ses frères, Le Sacrifice d'Isaac                                                                     |
| Angiolo Nebbia                             | Ozias & Jonathan, Abiud et Eliacim, Manassah et Amon, Josiah et Jechonia, Salatiele et Zorobabel                                            |
| Salvatore Fontana                          | Jacob, Eli, Eliezer et Nathan, Hérode ordonne le massacre des innocents, Annonciation                                                       |
| Cesare Nebbia                              | Chaziel & Ezekias, Sadoch, Achim, Amoz |
| Ercole from Bologna                        | Fuite d'Égypte et Marie visite la maison d'Élisabeth                                                                                        |
| Andrea Lilio                               | Les Rois mages devant Hérode |

D'autres œuvres sont dues à Ferdinando Sermei, Jacques Stella, Paul Bril et Ferraù Fenzoni.

##### Chapelle des Sforza

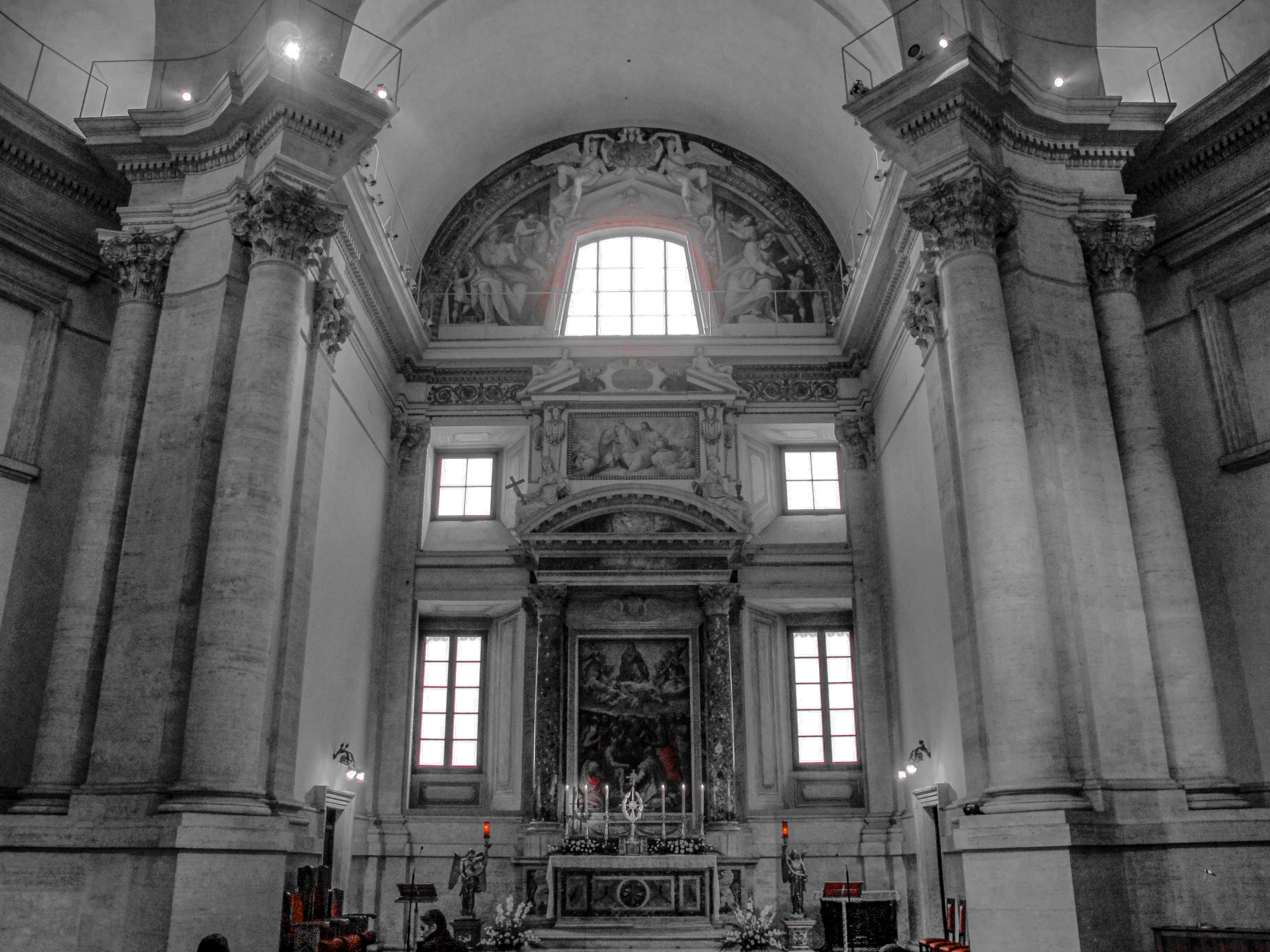
Chapelle des Sforza.

La chapelle des Sforza attenante au collatéral gauche de la basilique est une conception du XVIe siècle de Michel-Ange. La chapelle funéraire des deux cardinaux Sforza constitue le dernier essai d'interprétation des volumes de Michel-Ange. Trois systèmes de voûtes s'y côtoient : une voûte en quatre parties au-dessus de l'espace central, des dômes absidaux à nervures au-dessus des niches peu profondes au-dessus des tombes, une voûte en berceau semi-circulaire au-dessus de l'autel. Des anges protubérants avec d'énormes colonnes donnent une cohérence visuelle à ces espaces disparates ; l'intérieur est exécuté en plâtre brut et travertin, matériaux en général réservés à l'extérieur.
Le projet a dû voir le jour fin 1560-début 1562, après celui de l'église San Giovanni Battista dei Fiorentini. Une maquette est réalisée en août 1562 et les travaux sont en cours en 1563 sous la direction de Tiberio Calcagni qui progresse rapidement : la peinture d'autel de Girolamo Siciolante da Sermoneta est datée de 1565, année de la mort de Calcagni. La façade d'entrée au niveau du collatéral sera ajoutée en 1573, vraisemblablement par Giacomo della Porta, comme le précise une inscription.
Le commanditaire est le cardinal Guido Ascanio Sforza di Santa Fiora, archiprêtre de Sainte-Marie-Majeure qui, avec le tombeau familial, crée aussi la chapelle du Saint-Sacrement. Cela explique peut-être la configuration inhabituelle de la construction : un espace central de plan carré, doté de quatre colonnes d'angle et de niches funéraires latérales, est prolongé par un profond sacellum (petit édifice de culte sans toiture) qui devait abriter un tabernacle du Saint-sacrement dressé sur le maître-autel, bien visible depuis la nef principale de l'église. Le motif des quatre colonnes, si on se réfère aux dessins préparatoires, est initialement destiné au sacellum et n'est appliqué qu'ensuite à la chapelle funéraire. L'inspiration ne doit donc pas être cherchée dans les attendus thématiques d'un « mausolée ». Dans les esquisses, l'espace principal carré et les niches en demi-lune adossées latéralement sont clairement dissociées. Les colonnes, avec leurs blocs d'entablement et leurs retraits muraux se dressent, angulées, au sein d'une salle dont les limites se soustraient au regard. Les niches à coquille, en disparaissant derrière les piliers muraux à double angulation, suggèrent l'idée d'une rotonde universelle ; dans les angles entre niche à coquille et pilier apparaissent à nouveau les colonnes, comme si l'espace se prolongeait à cet endroit. La voûte, qu'il convient de se représenter sans nervures, se démarque par les espaces les uns des autres, mais fait plutôt l'effet d'un pavillon négligemment plié tendu au-dessus d'eux. Ce n'est qu'au niveau du sacellum que les angles droits, les murs droits et une voûte régulière en berceau s'affirment de plein droit.
Tout comme pour San Giovanni, Michel-Ange a recherché ici des alternatives à la typologie traditionnelle de l'espace sacré. La chapelle de petite dimension implique une critique radicale de l'activité architecturale romaine de l'époque, qui se borne à donner un cadre aussi éclatant que possible aux contenus de la Contre-Réforme. Michel-Ange oppose à ce propos son idéal d'une architecture absolue, autonome du point de vue artistique, telle qu'elle avait déjà sous-tendu son œuvre de jeunesse à Florence. Elle évoque ainsi des réminiscences de la technique de composition « polyphonique » de ces années comme la Sagrestia Nuova ou la Bibliothèque Laurentienne. Les colonnes à demi-cachées, tournées vers le mur, en sont un symptôme tout comme le motif de l'« imbrication négative » (colonnes en retrait, champs muraux intermédiaires en saillie). La cohérence recherchée n'apparait toutefois pas clairement.

#### Crypte de la Nativité

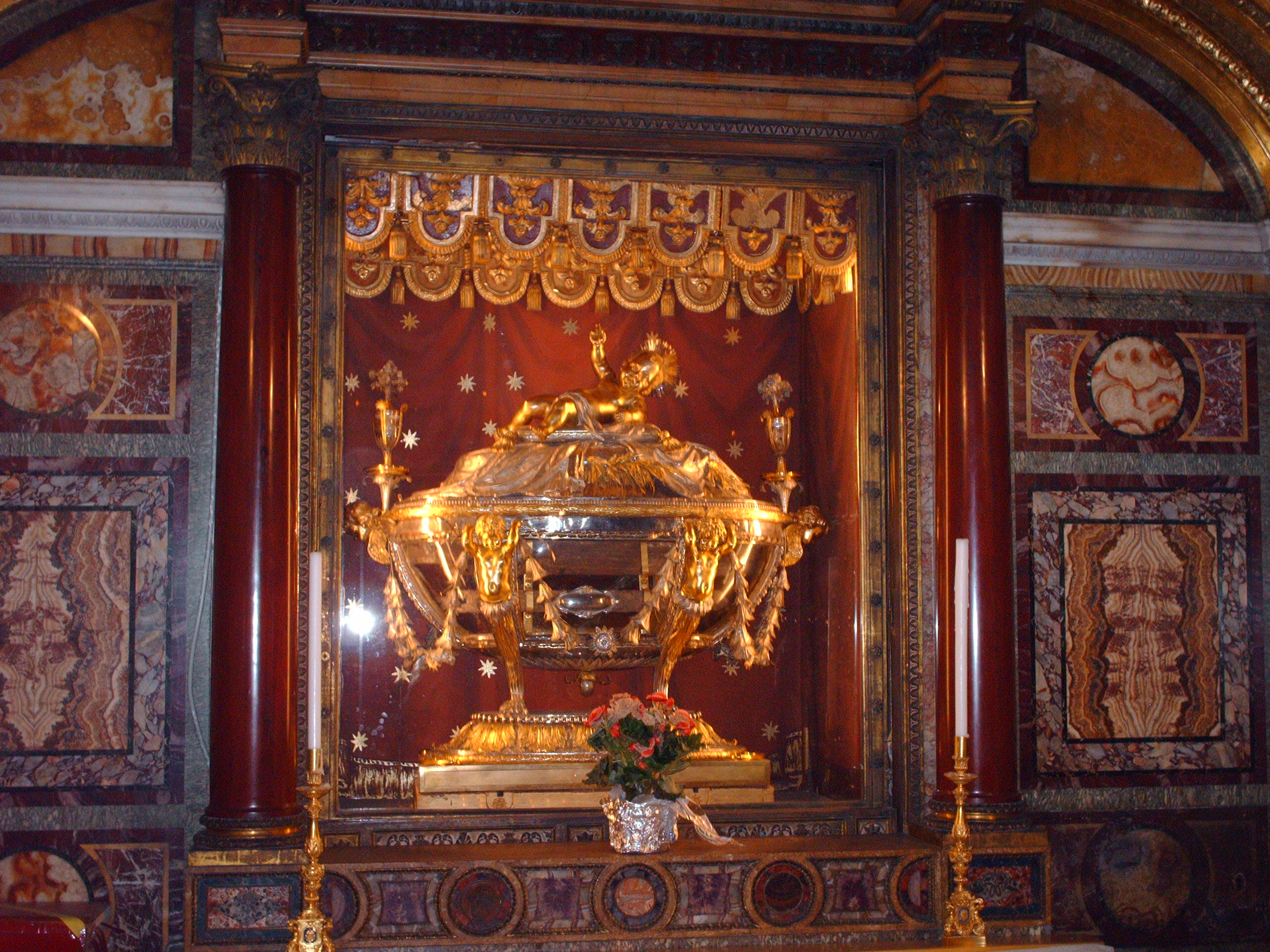
Reliquaire de la Sainte Crèche.

Sous le maître-autel de la basilique se trouve la crypte de la Nativité (ou crypte de Bethléem), commandée par le pape Pie IX et réalisée par Virginio Vespignani où un reliquaire en cristal conçu par Luigi Valadier contiendrait du bois de la crèche de la nativité de Jésus-Christ : des pèlerins revenant de Terre sainte en ramenèrent de précieux fragments du bois du Saint Berceau (en italien Sacra Culla, du latin Cunabulum), qui sont encore aujourd'hui conservés dans ce reliquaire.
C'est le lieu de sépulture de saint Jérôme de Stridon, Docteur de l'Église du IVe siècle qui traduisit la Bible en latin (la Vulgate).

## Basilique papale
En tant que basilique papale, Sainte-Marie-Majeure est souvent utilisée par le pape. Il y préside les rites de la fête annuelle de l'Assomption de Marie, le 15 août. Hormis quelques prêtres et l'archiprêtre de la basilique, le maître-autel à baldaquin est réservé à l'usage du pape seul. Le pape François a visité la basilique au lendemain de son élection.
Le pape confie la charge de la basilique à un archiprêtre, généralement un cardinal. Auparavant, l'archiprêtre était le patriarche latin titulaire d'Antioche, titre aboli en 1964. Depuis le 29 décembre 2016, l'archiprêtre est Stanisław Ryłko.
En plus de l'archiprêtre et de ses prêtres assistants, un chapitre de chanoines y réside. Les frères de la congrégation du Très Saint Rédempteur, de l'ordre des Prêcheurs et les frères franciscains de l'Immaculée servent l'église.
Le roi d'Espagne, actuellement Felipe VI, est ex officio proto-chanoine (protocanonicus) du chapitre de la basilique.

### Chapitre libérien
Le chapitre libérien est présidé par le cardinal archiprêtre et composé de chanoines, tous nommés par le pape. Ce collège sacerdotal spécial est intégré par les coadjuteurs, également nommés par le pape et qui représentent ensemble le clergé chargé du soin liturgique et administratif de l'ensemble de la basilique papale.
La pastorale est confiée à la paroisse voisine de l'église Santi Vito e Modesto, dont le clergé appartient à la basilique et est en même temps responsable de la sacristie en ce qui concerne la célébration des sacrements.
Le service liturgique est assuré par le Collegio Capranica, dont le recteur est chanoine honoraire durant munere.

### Chapelle musicale libérienne
La chapelle musicale descend directement de la Schola Cantorum, formellement constituée en 1545, sous l'autorité du cardinal archiprêtre et du chapitre.
Elle a pour objet l'animation liturgique de la messe capitulaire dominicale, ainsi qu'à l'occasion des solennités, l'interprétation des textes musicaux prévus pour la liturgie en chant grégorien et polyphonique.

## Première crèche

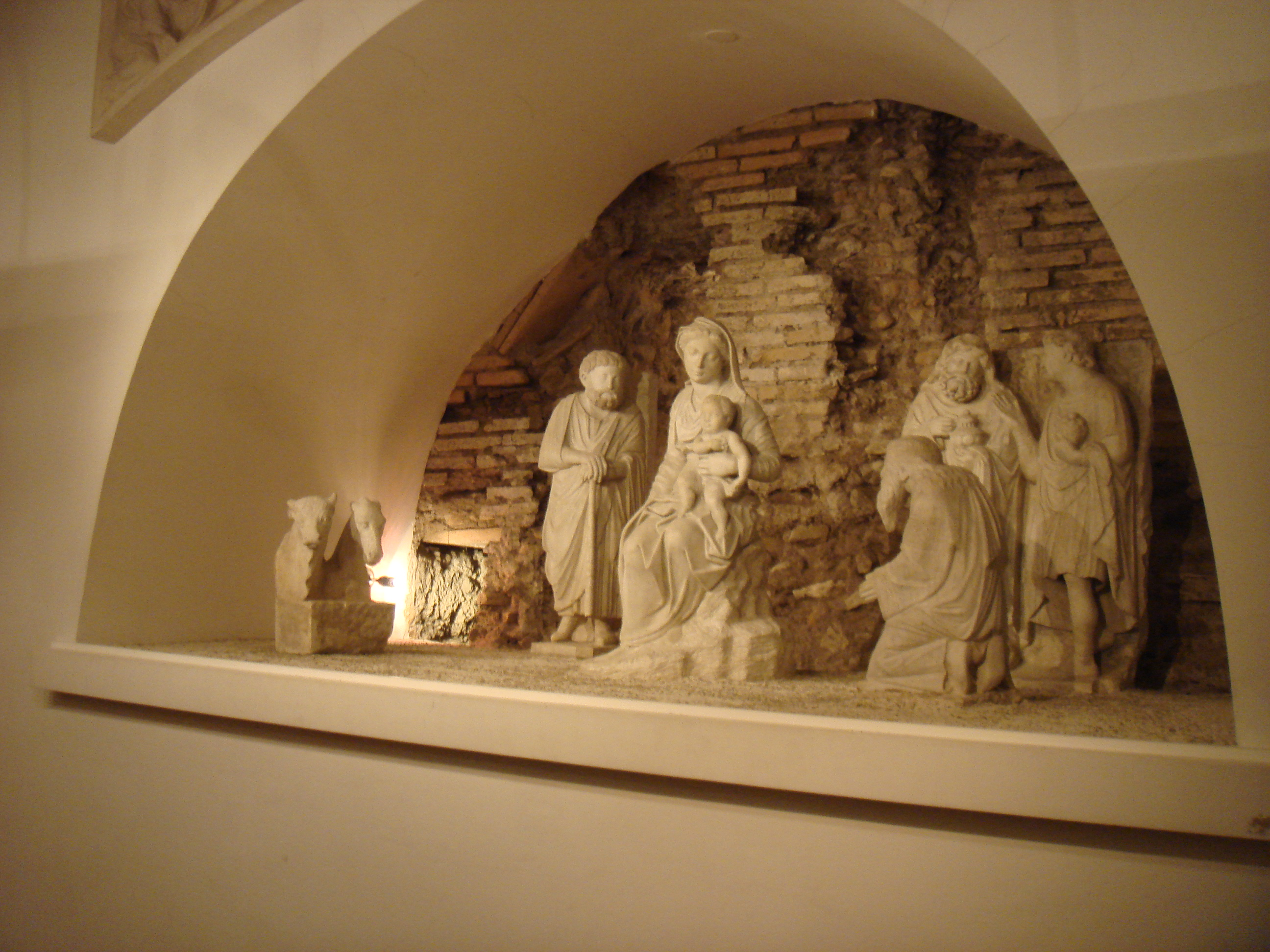
Crèche d'Arnolfo di Cambio.

L'œuvre sculpturale qui a longtemps été considérée comme la plus ancienne crèche faite avec des statues, est conservée dans le musée de la basilique. C'est une Adoration des mages en pierre, comprenant les figures partielles du bœuf et de l'âne. On la doit au pape Nicolas IV qui en 1288 passa commande à Arnolfo di Cambio d'une représentation de la Nativité que celui-ci acheva de sculpter en 1291. Cette tradition remonterait à l'an 432 lorsque le pape Sixte III (432-440) aurait créé dans la basilique originelle une « grotte de la Nativité » inspirée de celle de Bethléem, ce qui fit donner à cette église le nom de Notre-Dame ad praesepem (du latin : praesepium, «mangeoire»),.
L'observation attentive des groupes sculpturaux indique qu'en réalité il ne s'agit pas de vraies statues en ronde-bosse, mais de hauts-reliefs taillés dans des blocs de pierre, dont le dos est visiblement resté plat, à l'exception de la figure du mage agenouillé, qui semble avoir été complété en ronde-bosse (c'est-à-dire en sculptant également le dos) par un auteur postérieur à Arnolfo di Cambio. La figure de la Vierge à l'Enfant n'est pas l'originale sculptée par Arnolfo. Les enquêtes les plus récentes ont montré, en effet, qu'elle aurait été modifiée à la Renaissance, en sculptant et en modifiant la figure originale de la Vierge d'Arnolfo.
En Italie, il existe des œuvres sculpturales plus anciennes que celle-ci avec le thème de la Crèche ou de l'Adoration des Mages, qui sont également des hauts-reliefs et n'ont jamais été considérées comme des crèches de statues car les figures ont toujours été cimentées ensemble, même si elles étaient sculptés dans des blocs de marbre séparés. L'un de ces groupes très anciens est celui situé dans la lunette du portail nord du baptistère de Parme, sculpté par Benedetto Antelami en 1196. Un autre groupe est situé à Forlì dans la lunette du portail de l'abbaye San Mercuriale, sculpté par le Maestro dei Mesi de Ferrare en 1230, représentant également l'Adoration des Mages. Tous deux sont plus anciens que le groupe d'Arnolfo, le premier avant même la crèche vivante conçue par saint François d'Assise en 1223. De plus, la plus ancienne crèche composée de statues en ronde-bosse détachées les unes des autres est conservée dans le basilique Santo Stefano de Bologne et a été sculptée en bois vers 1291 par un sculpteur bolognais anonyme.

## Fouilles archéologiques

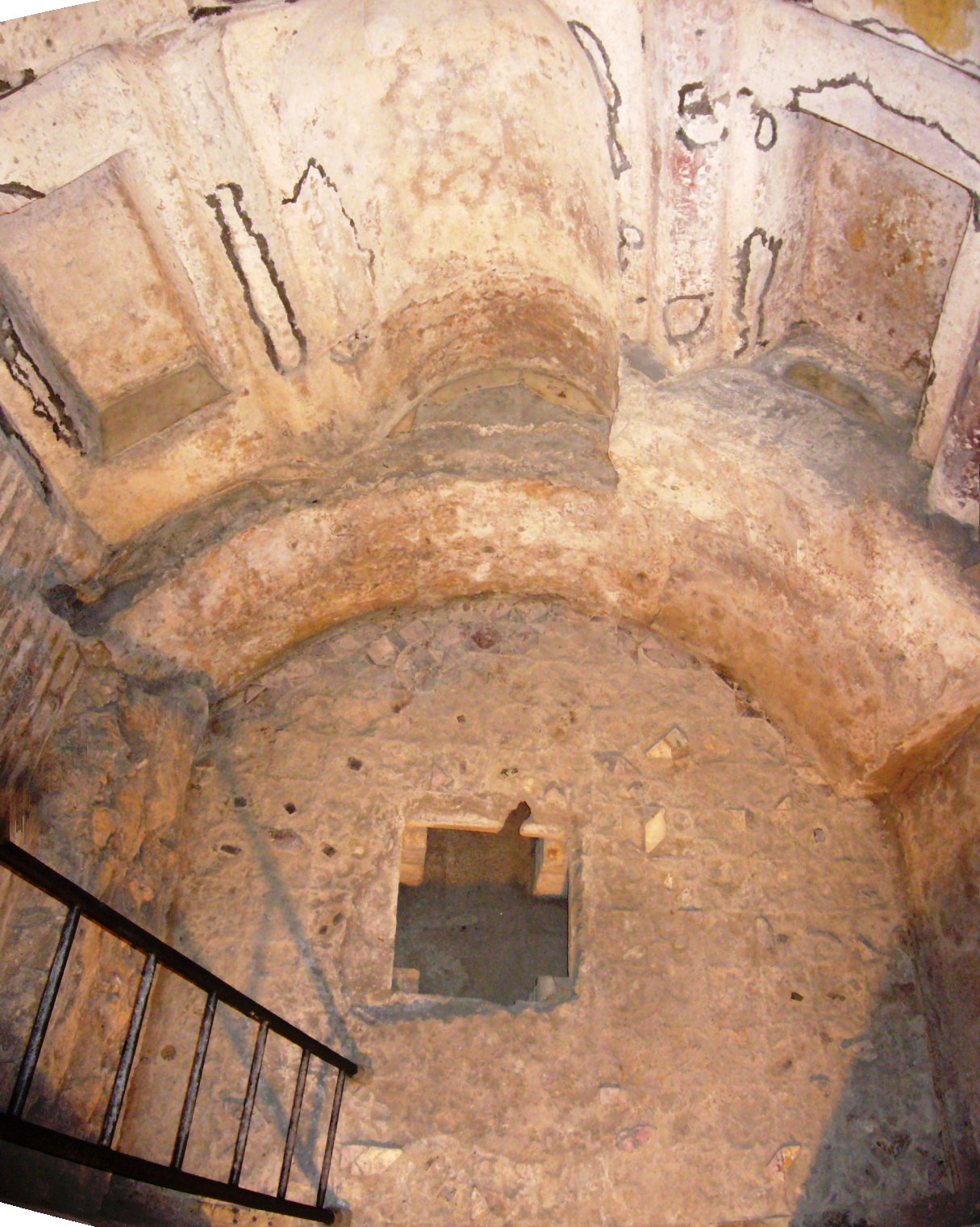
Salle semi-circulaire avec niches.

Entre 1966 et 1971, pour résoudre des problèmes d'humidité, une campagne de fouilles a été réalisée sous le sol de la basilique, menée exclusivement le long des bas-côtés. De nombreuses salles du IIe et du IIIe siècle ont été retrouvées, accessibles depuis le musée de la basilique.
Les diverses destinations du complexe ont fait l'objet d'hypothèses, sans rapport avec la basilique libérienne. Il est présumé privé donc, sans lien avec le Macellum Liviae, à proximité duquel des sources attestent de la basilique libérienne primitive. Il est composé de nombreuses salles articulées autour d'une vaste cour, à différents niveaux et difficilement interprétables : elles peuvent être attribuées à plusieurs époques et oblitérées par des murs successifs construits à des périodes différentes. S'y trouvent : les traces d'un petit spa, avec des mosaïques et avec des cavités pour le chauffage ; des tuiles anciennes ; des traces bien conservées de fresques géométriques décoratives ; des traces de fresques relatives à un calendrier agricole (qui sont peut-être la trouvaille la plus connue du site) ; une petite salle semi-circulaire avec des niches ; des restes de fresques et un sol en opus sectile sur suspensura, appartenant vraisemblablement au spa.

## Orgues
Il y a cinq orgues à tuyaux dans la basilique :
- l'orgue principal a été construit en 1955 sur commande du pape Pie XII par la firme Mascioni (opus 720) et remplace un instrument plus ancien, construit en 1716 par Cesare Catarinozzi qui a été déplacé dans la paroisse d'Aliforni (fraction de San Severino Marche, province de Macerata), où il est encore. L'orgue Mascioni est divisé en deux corps sur la cantoria du transept, sur les côtés du chœur, et compte 71 registres sur trois claviers et un pédalier[70] ;
- l'orgue du chœur, situé au sol dans la partie terminale du bas-côté gauche, est l'œuvre de Giuseppe Migliorini et date de 1932 ; il a 7 jeux sur un seul clavier et pédalier ; il est entièrement enfermé dans une console « expressive » et est entraîné électriquement ;
- l'orgue de la chapelle paulinienne est situé dans le chœur droit du bras d'entrée ; il a été construit en 1910 par Natale Balbiani et est à transmission pneumatique, avec 7 registres[71] ;
- dans la chapelle Sixtine se trouve au sol un orgue mécanique positif de la société Mayer datant de 1980 et installé en 2017 ; il dispose de 6 registres ;
- l'orgue de la chapelle des Sforza a été construit par Anneessens & Ruyssers en 1900 et reconstruit par Francesco Zanin en 2005 ; il est à entraînement électrique, avec 7 registres, et est situé dans une niche surélevée le long du côté droit de la pièce.

Depuis 2014, l'organiste titulaire est le Maestro Paolo Tagliaferri.

## Source
- (en)/(it) Cet article est partiellement ou en totalité issu des articles intitulés en anglais « Santa Maria Maggiore » (voir la liste des auteurs) et en italien « Basilica di Santa Maria Maggiore » (voir la liste des auteurs).